# Patrimoni de la Humanitat a Itàlia
Itàlia és el país amb major nombre de llocs declarats com a Patrimoni de la Humanitat per la Unesco del món, per davant de la Xina i Espanya. Només les regions de la Vall d'Aosta, Abruços, Calàbria i Molise no tenen cap lloc inscrit en aquesta llista. En total són 51 llocs dels quals dos són compartits amb Suïssa i un altre amb la Ciutat del Vaticà. L'art rupestre de Valcamonica va ser el primer bé cultural declarat a Itàlia el 1979, mentre que el seu primer bé natural varen ser les Illes Eòlies l'any 2000. De tots els llocs declarats:
- 47 són béns culturals.
- 4 són béns naturals.
- 4 béns són compartits amb d'altres països, un amb la Ciutat del Vaticà, dos amb Suïssa i un altre és compartit conjuntament entre Itàlia, Alemanya, Àustria, França, Suïssa i Eslovènia.

A més, Itàlia també té declarats 7 béns immaterials entre els quals es troben la dieta mediterrània que és compartit amb Espanya, Portugal, França Croàcia, Grècia, Xipre i el Marroc, i la falconeria amb d'altres 17 països.

## Béns culturals i naturals
| | Art rupestre de Valcamonica |   |
| Bé cultural inscrit el 1979. | |   |
| Localització: Llombardia | |   |
| Zona de protecció: 423 ha. Zona de respecte: 1018 ha. | |   |
| \| « \| Situat a la plana de la Llombardia, el lloc de Valcamonica alberga un dels conjunts més densos de petròglifs prehistòrics descoberts fins ara. Més de 140.000 figures i símbols esculpits a la roca al llarg de 8.000 anys mostren escenes de feines agrícoles, navegació, guerra i màgia (UNESCO/BPI)[2] \| » \| | |   |
| Múltiples ubicacions: Parc nacional de les incisions rupestres de Naquane a Capo di Ponte, Parc arqueològic nacional de Massi di Cemmo, Parc arqueològic comunal de Seradina-Bedolina a Capo di Ponte, Parc arqueològic d'Asinino-Anvòia a Ossimo, Parc arqueològic comunal de Luine a Darfo Boario Terme, Parc arqueològic comunal de Sellero, Parc arqueològic comunal de Sonico i Reserva natural de les incisions rupestres de Ceto, Cimbergo i Paspardo a Nadro. | |   |
| « | Situat a la plana de la Llombardia, el lloc de Valcamonica alberga un dels conjunts més densos de petròglifs prehistòrics descoberts fins ara. Més de 140.000 figures i símbols esculpits a la roca al llarg de 8.000 anys mostren escenes de feines agrícoles, navegació, guerra i màgia (UNESCO/BPI) | » |

| Coliseu de RomaPiazza Navona | Centre històric de Roma, els béns de la Santa Seu, béns beneficiaris del dret d'extraterritorialitat situats a la ciutat i Sant Pau Extramurs |   |
| Coliseu de RomaPiazza Navona | Bé cultural inscrit el 1980, extensió el 1990. |   |
| Coliseu de RomaPiazza Navona | Aquest bé és compartit amb Ciutat del Vaticà |   |
| Coliseu de RomaPiazza Navona | Localització: Laci |   |
| Coliseu de RomaPiazza Navona | Zona de protecció: 1485 ha. |   |
| Coliseu de RomaPiazza Navona | \| « \| Fundada per Ròmul i Rem l'any 753 aC segons la llegenda, Roma va ser al principi la capital de la República i l'Imperi romans i, a partir del segle iv, la de l'àmbit cristià. El lloc del Patrimoni Mundial, ampliat el 1990 fins a les muralles d'Urbà VIII, comprèn alguns dels principals monuments de l'Antiguitat com els fòrums, els mausoleus d'August i Adrià, les columnes de Trajà i Marc Aureli i el Panteó, i també els edificis públics i religiosos de la Roma papal. (UNESCO / BPI)[3] \| » \| |   |
| Coliseu de RomaPiazza Navona | Múltiples ubicacions: Centre històric de Roma, Sant Joan del Laterà amb el Palau Apostòlic Lateranense, Escala Santa, Basílica de Santa Maria Major, Palau de San Calixto, edifici de la Via Sant'Egidio, Palau de la Cancelleria, Palau de Propaganda Fide, Palau Maffei, Palau dels Convertits, Palau dels Propileus, Palau Pio, immoble sobre el Giancolo, Palau del Laterà del Sant Ofici i Sant Pau Extramurs. |   |
| «                            | Fundada per Ròmul i Rem l'any 753 aC segons la llegenda, Roma va ser al principi la capital de la República i l'Imperi romans i, a partir del segle iv, la de l'àmbit cristià. El lloc del Patrimoni Mundial, ampliat el 1990 fins a les muralles d'Urbà VIII, comprèn alguns dels principals monuments de l'Antiguitat com els fòrums, els mausoleus d'August i Adrià, les columnes de Trajà i Marc Aureli i el Panteó, i també els edificis públics i religiosos de la Roma papal. (UNESCO / BPI)                    | » |

| | Església i convent dominic de Santa Maria delle Grazie amb L'Últim Sopar de Leonardo da Vinci |   |
| Bé cultural inscrit el 1980. | |   |
| Localització: Llombardia | |   |
| Zona de protecció: 1,5 ha. | |   |
| \| « \| Construït a Milà a partir de l'any 1463 i reformat per Bramante a la fi del segle xv, el conjunt arquitectònic del convent de Santa Maria delle Grazie alberga a la paret nord del refectori una obra mestra sense parangó en el món: el fresc de "L'últim sopar ", pintat entre 1495 i 1497 per Leonardo da Vinci, que va obrir una nova era en la història de l'art. (UNESCO/BPI)[4] \| » \| | |   |
| « | Construït a Milà a partir de l'any 1463 i reformat per Bramante a la fi del segle xv, el conjunt arquitectònic del convent de Santa Maria delle Grazie alberga a la paret nord del refectori una obra mestra sense parangó en el món: el fresc de "L'últim sopar ", pintat entre 1495 i 1497 per Leonardo da Vinci, que va obrir una nova era en la història de l'art. (UNESCO/BPI) | » |

| | Centre històric de Florència |   |
| Bé cultural inscrit el 1982. | |   |
| Localització: Toscana | |   |
| Zona de protecció: 505 ha. | |   |
| \| « \| Construïda en el lloc d'un assentament etrusc, Florència, la ciutat símbol del Renaixement, va tenir un paper econòmic i cultural preponderant en els segles XV i XVI sota el govern dels Mèdici. Sis-cents anys de creativitat de genis de l'art com Giotto, Brunelleschi, Botticelli i Miquel Àngel han deixat la seva empremta a la catedral del segle xiii, les esglésies de Santa Maria dei Fiore i la Santa Croce, al Palau dels Oficis i el Palau Pitti, entre d'altres monuments. (UNESCO/BPI)[5] \| » \| | |   |
| « | Construïda en el lloc d'un assentament etrusc, Florència, la ciutat símbol del Renaixement, va tenir un paper econòmic i cultural preponderant en els segles XV i XVI sota el govern dels Mèdici. Sis-cents anys de creativitat de genis de l'art com Giotto, Brunelleschi, Botticelli i Miquel Àngel han deixat la seva empremta a la catedral del segle xiii, les esglésies de Santa Maria dei Fiore i la Santa Croce, al Palau dels Oficis i el Palau Pitti, entre d'altres monuments. (UNESCO/BPI) | » |

| | Piazza dei Miracoli |   |
| Bé cultural inscrit el 1987, modificació menor el 2007. | |   |
| Localització: Toscana | |   |
| Zona de protecció: 8,87 ha. Zona de respecte: 254 ha. | |   |
| \| « \| En la gespa de la Piazza del Duomo de Pisa s'alça un conjunt monumental, cèlebre en el món sencer, format pel Duomo (catedral), el Baptisteri, Campanile (la famosa "Torre inclinada") i el Camp sant. Aquestes quatre obres mestres de l'arquitectura medieval van exercir una gran influència en les arts monumentals d'Itàlia entre els segles XI i XIV. (UNESCO/BPI)[6] \| » \| | |   |
| « | En la gespa de la Piazza del Duomo de Pisa s'alça un conjunt monumental, cèlebre en el món sencer, format pel Duomo (catedral), el Baptisteri, Campanile (la famosa "Torre inclinada") i el Camp sant. Aquestes quatre obres mestres de l'arquitectura medieval van exercir una gran influència en les arts monumentals d'Itàlia entre els segles XI i XIV. (UNESCO/BPI) | » |

| | Venècia i la seva llacuna |   |
| Bé cultural inscrit el 1987. | |   |
| Localització: Vèneto | |   |
| \| « \| Fundada al segle v, aquesta ciutat lacustre comprèn 118 illots. Al segle X va esdevenir una gran potència marítima. Venècia és, en conjunt, una obra mestra de l'arquitectura i fins als més petits dels seus monuments alberguen obres dels més grans artistes de tots els temps, com Giorgione, Tiziano, Veronés i el Tintoretto, entre d'altres. (UNESCO/BPI)[7] \| » \| | |   |
| « | Fundada al segle v, aquesta ciutat lacustre comprèn 118 illots. Al segle X va esdevenir una gran potència marítima. Venècia és, en conjunt, una obra mestra de l'arquitectura i fins als més petits dels seus monuments alberguen obres dels més grans artistes de tots els temps, com Giorgione, Tiziano, Veronés i el Tintoretto, entre d'altres. (UNESCO/BPI) | » |

| | Centre històric de San Gimignano |   |
| Bé cultural inscrit en 1990. | |   |
| Localització: Toscana | |   |
| Zona de protecció: 14 ha. | |   |
| \| « \| Situada a la regió de la Toscana, a 56 quilòmetres al sud de Florència, la ciutat de San Gimignano delle belle Torri va ser una important etapa per als pelegrins que anaven a Roma, o tornaven d'ella, per la Via Francigena. Les famílies patrícies que governaven la ciutat van construir 72 cases torres de fins a 50 metres d'altura, veritables símbols de la seva riquesa i poder. Encara que només queden 14 d'aquests monuments, Sant Gimignano ha conservat el seu aspecte i atmosfera feudals. La ciutat posseeix, a més, obres mestres de l'art italià dels segles xiv i xv. (UNESCO/BPI)[8] \| » \| | |   |
| « | Situada a la regió de la Toscana, a 56 quilòmetres al sud de Florència, la ciutat de San Gimignano delle belle Torri va ser una important etapa per als pelegrins que anaven a Roma, o tornaven d'ella, per la Via Francigena. Les famílies patrícies que governaven la ciutat van construir 72 cases torres de fins a 50 metres d'altura, veritables símbols de la seva riquesa i poder. Encara que només queden 14 d'aquests monuments, Sant Gimignano ha conservat el seu aspecte i atmosfera feudals. La ciutat posseeix, a més, obres mestres de l'art italià dels segles xiv i xv. (UNESCO/BPI) | » |

| | Sassi i el conjunt d'esglésies rupestres de Matera |   |
| Bé cultural inscrit en 1993. | |   |
| Localització: Basilicata | |   |
| Zona de protecció: 1016 ha. Zona de respecte: 4365 ha. | |   |
| \| « \| Situat a la regió de Basilicata, aquest lloc posseeix el més extraordinari i millor conservat conjunt d'habitatges troglodites de la conca de la Mediterrània, perfectament adaptades a la morfologia del terreny i l'ecosistema de la zona. Els successius assentaments de l'home en aquest lloc, des dels temps del Paleolític, il·lustren tot un seguit d'etapes importants de la història de la humanitat. (UNESCO/BPI)[9] \| » \| | |   |
| « | Situat a la regió de Basilicata, aquest lloc posseeix el més extraordinari i millor conservat conjunt d'habitatges troglodites de la conca de la Mediterrània, perfectament adaptades a la morfologia del terreny i l'ecosistema de la zona. Els successius assentaments de l'home en aquest lloc, des dels temps del Paleolític, il·lustren tot un seguit d'etapes importants de la història de la humanitat. (UNESCO/BPI) | » |

| Centre històric de VicenzaVila Badoer. | Ciutat de Vicenza i vil·les de Palladio en el Vèneto |   |
| Centre històric de VicenzaVila Badoer. | Bé cultural inscrit en 1994, extensió en 1996. |   |
| Centre històric de VicenzaVila Badoer. | Localització: Vèneto |   |
| Centre històric de VicenzaVila Badoer. | Zona de protecció: 334 ha. |   |
| Centre històric de VicenzaVila Badoer. | \| « \| Situada al nord d'Itàlia, Vicenza va ser fundada al segle ii aC i va prosperar sota la dominació veneciana, des de principis del segle xv fins a finals del xviii. L'obra d'Andrea Palladio (1508–1580), basada en un estudi aprofundit de l'arquitectura romana clàssica, va donar a la ciutat el seu segell excepcional. Les construccions urbanes d'aquest arquitecte, així com les viles campestres que va edificar en tota la regió del Vèneto, van tenir una influència decisiva en l'arquitectura dels segles posteriors, donant lloc a un peculiar estil arquitectònic -el pal·ladianisme- que es va estendre per alguns països europeus com Anglaterra, i també per Amèrica del Nord. (UNESCO/BPI)[10] \| » \| |   |
| Centre històric de VicenzaVila Badoer. | Múltiples ubicacions: Vicenza, Vila Trissino a Cricoli, Vila Gazzotti a Vicenza, Vila Americo Capra a Vicenza, Vila Angarano a Bassano del Grappa, Vila Caldogno a Caldogno, Vila Chiericati a Grumolo delle Abbadesse, Vila Forni Cerato a Montecchio Precalcino, Vila Godi, Vila Pisani, Vila Poiana a Poiana Maggiore, Vila Saraceno a Agugliaro, Vila Thiene, Vila Trissino a Sarego, Vila Valmarana a Bozen Vicentino, Vila Valmarana a Monticello Conde Otto, Vila Badoer a Fratta Polesine, Vila Barbaro a Màser, Vila Emo a Vedelago, Vila Zeno a Cessalto, Vila Foscari a Mira, Vila Pisani a Montagnana, Vila Cornaro, Vila Serego a Sant Pietro in Cariano i Vila Piovene a Lugo Vicentino.                          |   |
| «                                      | Situada al nord d'Itàlia, Vicenza va ser fundada al segle ii aC i va prosperar sota la dominació veneciana, des de principis del segle xv fins a finals del xviii. L'obra d'Andrea Palladio (1508–1580), basada en un estudi aprofundit de l'arquitectura romana clàssica, va donar a la ciutat el seu segell excepcional. Les construccions urbanes d'aquest arquitecte, així com les viles campestres que va edificar en tota la regió del Vèneto, van tenir una influència decisiva en l'arquitectura dels segles posteriors, donant lloc a un peculiar estil arquitectònic -el pal·ladianisme- que es va estendre per alguns països europeus com Anglaterra, i també per Amèrica del Nord. (UNESCO/BPI)                     | » |

| | Centre històric de Nàpols |   |
| Bé cultural inscrit en 1995, modificació menor en 2011. | |   |
| Localització: Campània | |   |
| Zona de protecció: 1021 ha. Zona de respecte: 1350 ha. | |   |
| \| « \| Nàpols ha conservat l'empremta de les successives cultures de la conca de la Mediterrània i d'Europa, des de l'època de la colònia grega de Neàpolis, fundada l'any 470 aC, fins als temps moderns. D'aquí que el seu centre històric sigui un lloc excepcional dotat de notables monuments com l'església de Santa Clara o el Castel Nuovo, entre d'altres. (UNESCO/BPI)[11] \| » \| | |   |
| « | Nàpols ha conservat l'empremta de les successives cultures de la conca de la Mediterrània i d'Europa, des de l'època de la colònia grega de Neàpolis, fundada l'any 470 aC, fins als temps moderns. D'aquí que el seu centre històric sigui un lloc excepcional dotat de notables monuments com l'església de Santa Clara o el Castel Nuovo, entre d'altres. (UNESCO/BPI) | » |

| | Centre històric de Siena |   |
| Bé cultural inscrit en 1995. | |   |
| Localització: Toscana | |   |
| Zona de protecció: 170 ha. Zona de respecte: 9907 ha. | |   |
| \| « \| Siena és l'encarnació de la ciutat medieval per excel·lència. Després projectar la seva rivalitat amb Florència en el pla urbanístic, els seus habitants van perseguir al llarg dels segles la realització d'un "somni gòtic" i van saber conservar l'aspecte que havia cobrat la seva ciutat entre els segles xii i xv. En aquesta època, Duccio, els germans Lorenzetti i Simone Martini traçaven els camins de l'art italià i l'europeu. El conjunt de la ciutat es va edificar al voltant de la Piazza del Camp i es va concebre com una obra d'art fusionada amb el paisatge circumdant. (UNESCO/BPI)[12] \| » \| | |   |
| « | Siena és l'encarnació de la ciutat medieval per excel·lència. Després projectar la seva rivalitat amb Florència en el pla urbanístic, els seus habitants van perseguir al llarg dels segles la realització d'un "somni gòtic" i van saber conservar l'aspecte que havia cobrat la seva ciutat entre els segles xii i xv. En aquesta època, Duccio, els germans Lorenzetti i Simone Martini traçaven els camins de l'art italià i l'europeu. El conjunt de la ciutat es va edificar al voltant de la Piazza del Camp i es va concebre com una obra d'art fusionada amb el paisatge circumdant. (UNESCO/BPI) | » |

| | Crespi d'Adda |   |
| Bé cultural inscrit en 1995. | |   |
| Localització: Llombardia | |   |
| \| « \| Situada a Capriate San Gervasio (Llombardia), la localitat de Crespi d'Adda és un exemple excepcional dels "poblats obrers" construïts en els segles xix i xx a Europa i els Estats Units per industrials filantròpics desitjosos de satisfer les necessitats dels seus obrers. El lloc s'ha conservat intacte i les activitats industrials es mantenen en part, encara que l'evolució de la situació socioeconòmica suposa una amenaça per a la seva supervivència. (UNESCO/BPI)[13] \| » \| | |   |
| « | Situada a Capriate San Gervasio (Llombardia), la localitat de Crespi d'Adda és un exemple excepcional dels "poblats obrers" construïts en els segles xix i xx a Europa i els Estats Units per industrials filantròpics desitjosos de satisfer les necessitats dels seus obrers. El lloc s'ha conservat intacte i les activitats industrials es mantenen en part, encara que l'evolució de la situació socioeconòmica suposa una amenaça per a la seva supervivència. (UNESCO/BPI) | » |

| | Ferrara, ciutat renaixentista, i el delta del Po |   |
| Bé cultural inscrit el 1995, extensió el 1999. | |   |
| Localització: Emília-Romanya | |   |
| Zona de protecció: 46.712 ha. Zona de respecte: 117.649 ha. | |   |
| \| « \| Nascuda al costat d'un gual del riu Po, la ciutat de Ferrara va arribar a ser en els segles XV i XVI un important focus de les arts i la vida intel·lectual, que va atreure als més preclars artistes i enginys del Renaixement italià. Piero della Francesca, Jacopo Bellini i Andrea Mantegna van decorar els Palaus de la família governant. Va ser a Ferrara on es va materialitzar la visió humanista de la ciutat ideal amb els barris construïts a partir de 1492 per Biagio Rossetti, que va aplicar els nous principis de la perspectiva. L'obra de Rosetti va ser el punt de partida de l'urbanisme modern i deixaria una profunda empremta en la seva evolució posterior. (UNESCO/BPI)[14] \| » \| | |   |
| « | Nascuda al costat d'un gual del riu Po, la ciutat de Ferrara va arribar a ser en els segles XV i XVI un important focus de les arts i la vida intel·lectual, que va atreure als més preclars artistes i enginys del Renaixement italià. Piero della Francesca, Jacopo Bellini i Andrea Mantegna van decorar els Palaus de la família governant. Va ser a Ferrara on es va materialitzar la visió humanista de la ciutat ideal amb els barris construïts a partir de 1492 per Biagio Rossetti, que va aplicar els nous principis de la perspectiva. L'obra de Rosetti va ser el punt de partida de l'urbanisme modern i deixaria una profunda empremta en la seva evolució posterior. (UNESCO/BPI) | » |

| | Castel del Monte |   |
| Bé cultural inscrit el 1996. | |   |
| Localització: Pulla | |   |
| Zona de protecció: 3,10 ha. Zona de respecte: 10.847 ha. | |   |
| \| « \| Edificat en segle xiii per ordre de l'emperador Frederic II, al sud de la península italiana, prop de Bari, aquest Castell és un exemplar de l'arquitectura militar medieval únic en el seu gènere. El seu emplaçament, la perfecció de les seves formes i la precisió matemàtica i astronòmica del seu traçat, són exponents del desig que va moure a aquest sobirà a fer d'ell un símbol dels seus ambiciosos designis. Castel del Monte és una mostra perfecta de la fusió de les formes arquitectòniques de l'Antiguitat grecoromana, l'Orient musulmà i el gòtic cistercenc del nord d'Europa. (UNESCO/BPI)[15] \| » \| | |   |
| « | Edificat en segle xiii per ordre de l'emperador Frederic II, al sud de la península italiana, prop de Bari, aquest Castell és un exemplar de l'arquitectura militar medieval únic en el seu gènere. El seu emplaçament, la perfecció de les seves formes i la precisió matemàtica i astronòmica del seu traçat, són exponents del desig que va moure a aquest sobirà a fer d'ell un símbol dels seus ambiciosos designis. Castel del Monte és una mostra perfecta de la fusió de les formes arquitectòniques de l'Antiguitat grecoromana, l'Orient musulmà i el gòtic cistercenc del nord d'Europa. (UNESCO/BPI) | » |

| | Centre històric de la ciutat de Pienza |   |
| Bé cultural inscrit el 1996. | |   |
| Localització: Toscana | |   |
| Zona de protecció: 4,41 ha. | |   |
| \| « \| Va ser en aquesta ciutat toscana on es van aplicar per primera vegada els conceptes urbanístics del Renaixement a 1459, quan el papa Pius II va decidir transformar la seva ciutat natal i confiar l'execució d'aquesta tasca a Bernardo Rossellino. Posant en pràctica els principis de la seva mestre Leon Battista Alberti, aquest arquitecte va construir la plaça de Pius II, en què s'alcen els Palaus dels Piccolomini i els Borja, així com la catedral. Exterior d'aquest temple és purament renaixentista, mentre que el seu interior s'inspira en el gòtic tardà de les esglésies del sud d'Alemanya. (UNESCO/BPI)[16] \| » \| | |   |
| « | Va ser en aquesta ciutat toscana on es van aplicar per primera vegada els conceptes urbanístics del Renaixement a 1459, quan el papa Pius II va decidir transformar la seva ciutat natal i confiar l'execució d'aquesta tasca a Bernardo Rossellino. Posant en pràctica els principis de la seva mestre Leon Battista Alberti, aquest arquitecte va construir la plaça de Pius II, en què s'alcen els Palaus dels Piccolomini i els Borja, així com la catedral. Exterior d'aquest temple és purament renaixentista, mentre que el seu interior s'inspira en el gòtic tardà de les esglésies del sud d'Alemanya. (UNESCO/BPI) | » |

| | Trullo |   |
| Bé cultural inscrit el 1996. | |   |
| Localització: Pulla | |   |
| Zona de protecció: 11 ha. | |   |
| \| « \| Els trulli són habitatges de pedra calcària de la regió meridional de Puglia. Són exemples notables de construccions sense morter, executades encara avui en dia amb una tècnica heretada dels temps prehistòrics. Els seus sostres en forma de piràmide, cúpula o con estan edificades amb cants recollits en els camps veïns (UNESCO/BPI)[17] \| » \| | |   |
| « | Els trulli són habitatges de pedra calcària de la regió meridional de Puglia. Són exemples notables de construccions sense morter, executades encara avui en dia amb una tècnica heretada dels temps prehistòrics. Els seus sostres en forma de piràmide, cúpula o con estan edificades amb cants recollits en els camps veïns (UNESCO/BPI) | » |

| | Monuments paleocristians de Ravenna |   |
| Bé cultural inscrit el 1996. | |   |
| Localització: Emília-Romanya | |   |
| Zona de protecció: 1,32 ha. | |   |
| \| « \| Capital de l'imperi romà al segle v i de la Itàlia romana d'Orient entre els segles vi i viii, Ravenna posseeix una excepcional col·lecció de mosaics i un conjunt de vuit monuments paleocristians dels segles V i VI sense parangó en el món. Aquests monuments -mausoleu de Gal·la Placídia, baptisteri Neoniano, basílica de Sant Apolinar Nuovo, baptisteri arrià, capella arquebisbal, mausoleu de Teodorico, església de Sant Vital i basílica de Sant Apol·linar- mostren la gran mestria artística dels seus creadors, que van saber fusionar la tradició arquitectònica grecoromana, la iconografia cristiana i diferents estils orientals i occidentals. (UNESCO/BPI)[18] \| » \| | |   |
| « | Capital de l'imperi romà al segle v i de la Itàlia romana d'Orient entre els segles vi i viii, Ravenna posseeix una excepcional col·lecció de mosaics i un conjunt de vuit monuments paleocristians dels segles V i VI sense parangó en el món. Aquests monuments -mausoleu de Gal·la Placídia, baptisteri Neoniano, basílica de Sant Apolinar Nuovo, baptisteri arrià, capella arquebisbal, mausoleu de Teodorico, església de Sant Vital i basílica de Sant Apol·linar- mostren la gran mestria artística dels seus creadors, que van saber fusionar la tradició arquitectònica grecoromana, la iconografia cristiana i diferents estils orientals i occidentals. (UNESCO/BPI) | » |

| | Catedral, Torre Civica i Plaça Gran de Mòdena |   |
| Bé cultural inscrit el 1997. | |   |
| Localització: Emília-Romanya | |   |
| Zona de protecció: 1,20 ha. Zona de respecte: 1,10 ha. | |   |
| \| « \| Construïda el segle xii per dos grans artistes, Lanfranco i Wiligelmo, la magnífica catedral de Mòdena és una obra d'art suprema dels començaments de l'art romànic. Juntament amb la plaça i l'esvelta torre limítrofes, aquest edifici testifica el vigor de la fe que va animar als seus constructors, així com el poder de la dinastia dels Canossa que va ordenar la seva construcció. (UNESCO/BPI)[19] \| » \| | |   |
| « | Construïda el segle xii per dos grans artistes, Lanfranco i Wiligelmo, la magnífica catedral de Mòdena és una obra d'art suprema dels començaments de l'art romànic. Juntament amb la plaça i l'esvelta torre limítrofes, aquest edifici testifica el vigor de la fe que va animar als seus constructors, així com el poder de la dinastia dels Canossa que va ordenar la seva construcció. (UNESCO/BPI) | » |

| Costa AmalfitanaPositano | Costa Amalfitana |   |
| Costa AmalfitanaPositano | Bé cultural inscrit el 1997. |   |
| Costa AmalfitanaPositano | Localització: Campània |   |
| Costa AmalfitanaPositano | Zona de protecció: 11.231 ha. |   |
| Costa AmalfitanaPositano | \| « \| El litoral amalfitana és d'una gran bellesa i posseeix una rica biodiversitat natural. Intensament poblada des de principis de l'Edat Mitjana, aquesta regió costanera comprèn ciutats com Amalfi i Ravello, que alberguen obres arquitectòniques i artístiques molt notables. El paisatge rural testifica la capacitat d'adaptació dels habitants, que han sabut aprofitar la diversitat del terreny cultivant vinyes i horts en terrasses construïdes en els vessants baixes i conservant les terres altes per vasts pastures.(UNESCO/BPI)[20] \| » \| |   |
| Costa AmalfitanaPositano | Múltiples ubicacions: Amalfi, Atrani, Cetara, Conca dei Marini, Furore, Maiori, Minori, Positano, Praiano, Ravello, Scala, Tramonti i Vietri sul Mare. |   |
| «                        | El litoral amalfitana és d'una gran bellesa i posseeix una rica biodiversitat natural. Intensament poblada des de principis de l'Edat Mitjana, aquesta regió costanera comprèn ciutats com Amalfi i Ravello, que alberguen obres arquitectòniques i artístiques molt notables. El paisatge rural testifica la capacitat d'adaptació dels habitants, que han sabut aprofitar la diversitat del terreny cultivant vinyes i horts en terrasses construïdes en els vessants baixes i conservant les terres altes per vasts pastures.(UNESCO/BPI)                     | » |

| | Jardí botànic de Pàdova |   |
| Bé cultural inscrit el 1997. | |   |
| Localització: Vèneto | |   |
| Zona de protecció: 2,20 ha. Zona de respecte: 11 ha. | |   |
| \| « \| El primer jardí botànic del món es va crear a Pàdua el 1545. Ha conservat el seu traçat primigeni format per un terreny circular, símbol del món, envoltat per un anell d'aigua. Amb el córrer del temps se li van anar afegint elements arquitectònics (pòrtics ornamentals i balustrades) i funcionals (instal·lacions de bombament d'aigua i hivernacles). El jardí segueix complint la seva funció original de centre d'investigació científica. (UNESCO/BPI)[21] \| » \| | |   |
| « | El primer jardí botànic del món es va crear a Pàdua el 1545. Ha conservat el seu traçat primigeni format per un terreny circular, símbol del món, envoltat per un anell d'aigua. Amb el córrer del temps se li van anar afegint elements arquitectònics (pòrtics ornamentals i balustrades) i funcionals (instal·lacions de bombament d'aigua i hivernacles). El jardí segueix complint la seva funció original de centre d'investigació científica. (UNESCO/BPI) | » |

| Palau Reial de CasertaAqüeducte Carolí | Palau Reial de Caserta amb el parc, l'aqüeducte de Vanvitelli i el conjunt de San Leucio |   |
| Palau Reial de CasertaAqüeducte Carolí | Bé cultural inscrit el 1997. |   |
| Palau Reial de CasertaAqüeducte Carolí | Localització: Campània |   |
| Palau Reial de CasertaAqüeducte Carolí | Zona de protecció: 87 ha. Zona de respecte: 111 ha. |   |
| Palau Reial de CasertaAqüeducte Carolí | \| « \| Construït a mitjans del segle xviii per Carles III de Borbó per rivalitzar amb Versalles i el Palau reial de Madrid, el conjunt monumental de Caserta és excepcional per la forma en què conjunta un sumptuós Palau amb els seus parcs i jardins, un bosc natural, un seguit de pavellons de caça i una manufactura de seda. Eloqüent materialització de les idees del Segle de les Llums, Caserta no s'imposa al paisatge natural circumdant, sinó que s'integra perfectament en ell. (UNESCO/BPI)[22] \| » \| |   |
| «                                      | Construït a mitjans del segle xviii per Carles III de Borbó per rivalitzar amb Versalles i el Palau reial de Madrid, el conjunt monumental de Caserta és excepcional per la forma en què conjunta un sumptuós Palau amb els seus parcs i jardins, un bosc natural, un seguit de pavellons de caça i una manufactura de seda. Eloqüent materialització de les idees del Segle de les Llums, Caserta no s'imposa al paisatge natural circumdant, sinó que s'integra perfectament en ell. (UNESCO/BPI)                     | » |

| Porto VenereVernazza | Porto Venere, Cinque Terre i les illes (Palmaria, Tino i Tinetto) |   |
| Porto VenereVernazza | Bé cultural inscrit en 1997. |   |
| Porto VenereVernazza | Localització: Ligúria |   |
| Porto VenereVernazza | Zona de protecció: 4689 ha. |   |
| Porto VenereVernazza | \| « \| Situat a la costa ligur, entre Cinque Terre i Portovenere, aquest lloc posseeix un paisatge de gran bellesa panoràmica i alt valor cultural. El traçat i la disposició de les petites ciutats, així com la configuració de l'entorn natural, no només mostren com l'home ha superat les dificultats inherents a un terreny escarpat i accidentat, sinó que també constitueixen tot un compendi de la ininterrompuda història dels assentaments humans en aquesta regió al llarg de l'últim mil·lenni. (UNESCO/BPI)[23] \| » \| |   |
| Porto VenereVernazza | Múltiples ubicacions: Porto Venere, Monterosso, Vernazza, Corniglia, Manarola, Riomaggiore, Palmaria, Tino i Tinetto. |   |
| «                    | Situat a la costa ligur, entre Cinque Terre i Portovenere, aquest lloc posseeix un paisatge de gran bellesa panoràmica i alt valor cultural. El traçat i la disposició de les petites ciutats, així com la configuració de l'entorn natural, no només mostren com l'home ha superat les dificultats inherents a un terreny escarpat i accidentat, sinó que també constitueixen tot un compendi de la ininterrompuda història dels assentaments humans en aquesta regió al llarg de l'últim mil·lenni. (UNESCO/BPI)                     | » |

| Palau CarignanoCastell de Moncalieri | Residències de la casa reial de Savoia |   |
| Palau CarignanoCastell de Moncalieri | Bé cultural inscrit el 1997, modificació menor el 2007. |   |
| Palau CarignanoCastell de Moncalieri | Localització: Piemont |   |
| Palau CarignanoCastell de Moncalieri | Zona de protecció: 371 ha. Zona de respecte: 6931 ha. |   |
| Palau CarignanoCastell de Moncalieri | \| « \| Quan el duc Emmanuel Filibert de Savoia va traslladar la seva capital a Torí en 1562, va voler mostrar el poder de la seva família escometent l'execució d'una vasta sèrie de projectes de construcció, que serien prosseguits pels seus successors. Aquest conjunt d'edificis d'alta qualitat, dissenyats i decorats pels millors artistes i arquitectes de l'època, té el seu centre al Palau reial situat a la "zona de govern" de Torí i s'estén pel camp circumdant, abastant nombroses cases de camp i vedats de caça. (UNESCO/BPI)[24] \| » \| |   |
| Palau CarignanoCastell de Moncalieri | Múltiples ubicacions: Palau Real de Torí, Palau Chiablese, Biblioteca Real de Torí, Palau de la Prefectura, Teatre Reial de Torí, Palau Madama de Torí, Palau Carignano, Castell del Valentino, Vila della Regina, Castell de Rivoli, Castell de Moncalieri, Castell de Venaria, Castell de la Mandria, Pavelló de caça de Stupinigi, Castell de Agliè, Castell de Racconigi, Finca Pollenzo i Castell de Govone. |   |
| «                                    | Quan el duc Emmanuel Filibert de Savoia va traslladar la seva capital a Torí en 1562, va voler mostrar el poder de la seva família escometent l'execució d'una vasta sèrie de projectes de construcció, que serien prosseguits pels seus successors. Aquest conjunt d'edificis d'alta qualitat, dissenyats i decorats pels millors artistes i arquitectes de l'època, té el seu centre al Palau reial situat a la "zona de govern" de Torí i s'estén pel camp circumdant, abastant nombroses cases de camp i vedats de caça. (UNESCO/BPI)                     | » |

| | Su Nuraxi |   |
| Bé cultural inscrit el 1997. | |   |
| Localització: Sardenya | |   |
| Zona de protecció: 2,33 ha. Zona de respecte: 3,92 ha. | |   |
| \| « \| A la fi del segon mil·lenni aC, en l'Edat del Bronze, es va crear a l'illa de Sardenya un tipus d'estructura defensiva anomenada nuraghi, sense parangó en el món. Els nurags són torres circulars, en forma de cons truncats, construïdes amb carreus i proveïdes de càmeres internes amb voltes en volada. L'exemple més bell i complet d'aquesta notable construcció arquitectònica prehistòrica l'ofereix el conjunt de Barumini, que va ser ampliat i reforçat en la primera meitat del primer mil·lenni aC davant la pressió dels cartaginesos. (UNESCO/BPI)[25] \| » \| | |   |
| « | A la fi del segon mil·lenni aC, en l'Edat del Bronze, es va crear a l'illa de Sardenya un tipus d'estructura defensiva anomenada nuraghi, sense parangó en el món. Els nurags són torres circulars, en forma de cons truncats, construïdes amb carreus i proveïdes de càmeres internes amb voltes en volada. L'exemple més bell i complet d'aquesta notable construcció arquitectònica prehistòrica l'ofereix el conjunt de Barumini, que va ser ampliat i reforçat en la primera meitat del primer mil·lenni aC davant la pressió dels cartaginesos. (UNESCO/BPI) | » |

| | Vil·la romana del Casale |   |
| Bé cultural inscrit el 1997. | |   |
| Localització: Sicília | |   |
| Zona de protecció: 8,92 ha. Zona de respecte: 10 ha. | |   |
| \| « \| Centres de les vastes hisendes en què es basava l'economia rural, les viles eren el símbol per excel·lència de l'explotació agrària en l'Imperi Romà d'Occident. Un dels exemplars més sumptuosos d'aquestes edificacions és la vila de Casale (Sicília), que ha conservat la seva configuració del segle iv. Per la seva abundància i qualitat, els mosaics que ornamenten gairebé totes les habitacions són dels més bells de tot l'orbe romà conservats in situ. (UNESCO/BPI)[26] \| » \| | |   |
| « | Centres de les vastes hisendes en què es basava l'economia rural, les viles eren el símbol per excel·lència de l'explotació agrària en l'Imperi Romà d'Occident. Un dels exemplars més sumptuosos d'aquestes edificacions és la vila de Casale (Sicília), que ha conservat la seva configuració del segle iv. Per la seva abundància i qualitat, els mosaics que ornamenten gairebé totes les habitacions són dels més bells de tot l'orbe romà conservats in situ. (UNESCO/BPI) | » |

| | Zona arqueològica d'Agrigent |   |
| Bé cultural inscrit el 1997. | |   |
| Localització: Sicília | |   |
| Zona de protecció: 934 ha. Zona de respecte: 1869 ha. | |   |
| \| « \| Colònia grega fundada al segle VI aC, Agrigento va arribar a ser una de les ciutats més importants del món mediterrani. La seva altiva supremacia la palesen les restes dels magnífics temples dòrics que dominen la ciutat antiga. Molts vestigis de la ciutat romanen encara intactes sota els camps i horts dels nostres dies. Algunes de les zones excavades han llançat llum sobre l'última època de la ciutat hel·lenística, així com sobre la ciutat romana i les pràctiques funeràries dels agrigentins de l'època paleocristiana. (UNESCO/BPI)[27] \| » \| | |   |
| « | Colònia grega fundada al segle VI aC, Agrigento va arribar a ser una de les ciutats més importants del món mediterrani. La seva altiva supremacia la palesen les restes dels magnífics temples dòrics que dominen la ciutat antiga. Molts vestigis de la ciutat romanen encara intactes sota els camps i horts dels nostres dies. Algunes de les zones excavades han llançat llum sobre l'última època de la ciutat hel·lenística, així com sobre la ciutat romana i les pràctiques funeràries dels agrigentins de l'època paleocristiana. (UNESCO/BPI) | » |

| PompeiaHerculà | Zones arqueològiques de Pompeia, Herculà i Torre Annunziata |   |
| PompeiaHerculà | Bé cultural inscrit en 1997. |   |
| PompeiaHerculà | Localització: Campània |   |
| PompeiaHerculà | Zona de protecció: 98 ha. Zona de respecte: 24 ha. |   |
| PompeiaHerculà | \| « \| L'erupció del Vesubi del 24 d'agost de l'any 79 va sepultar les dues florents ciutats romanes de Pompeia i Herculà, així com nombroses mansions de les comarques circumdants. Des de mitjan segle xviii es van començar a desenterrar les seves ruïnes de mica en mica i es van fer accessibles al públic. La vasta extensió ocupada per les restes de ciutat mercantil de Pompeia contrasta amb l'espai més reduït dels vestigis, més ben conservats, de la ciutat residencial d'Herculà. Les superbes pintures murals de la Vila Oplontis, situada a Torre Annunziata, són un vívid testimoni de la vida opulenta dels ciutadans romans més benestants en els primers anys de la Roma imperial. (UNESCO/BPI)[28] \| » \| |   |
| PompeiaHerculà | Múltiples ubicacions: Pompeia, Herculà i Torre Annunziata. |   |
| «              | L'erupció del Vesubi del 24 d'agost de l'any 79 va sepultar les dues florents ciutats romanes de Pompeia i Herculà, així com nombroses mansions de les comarques circumdants. Des de mitjan segle xviii es van començar a desenterrar les seves ruïnes de mica en mica i es van fer accessibles al públic. La vasta extensió ocupada per les restes de ciutat mercantil de Pompeia contrasta amb l'espai més reduït dels vestigis, més ben conservats, de la ciutat residencial d'Herculà. Les superbes pintures murals de la Vila Oplontis, situada a Torre Annunziata, són un vívid testimoni de la vida opulenta dels ciutadans romans més benestants en els primers anys de la Roma imperial. (UNESCO/BPI)                     | » |

| | Centre històric de Urbino |   |
| Bé cultural inscrit el 1998. | |   |
| Localització: Marques | |   |
| Zona de protecció: 29 ha. Zona de respecte: 3609 ha. | |   |
| \| « \| Edificada a la part alta d'un turó a la regió de les Marques, la petita ciutat Urbino va ser al segle xv l'escenari d'un sorprenent florida cultural que no només va atreure a artistes i erudits d'Itàlia sencera i altres països, sinó que a més va influir en el desenvolupament cultural de diverses regions d'Europa. L'estancament econòmic i cultural en què va quedar sumida la ciutat a partir del segle xvi ha contribuït a preservar admirablement l'aspecte que oferia a l'època del Renaixement. (UNESCO/BPI)[29] \| » \| | |   |
| « | Edificada a la part alta d'un turó a la regió de les Marques, la petita ciutat Urbino va ser al segle xv l'escenari d'un sorprenent florida cultural que no només va atreure a artistes i erudits d'Itàlia sencera i altres països, sinó que a més va influir en el desenvolupament cultural de diverses regions d'Europa. L'estancament econòmic i cultural en què va quedar sumida la ciutat a partir del segle xvi ha contribuït a preservar admirablement l'aspecte que oferia a l'època del Renaixement. (UNESCO/BPI) | » |

| PaestumCartoixa de Padula | Parc Nacional de Cilento i Barro de Diano, amb els jaciments arqueològics de Paestum i Velia i la cartoixa de Padula |   |
| PaestumCartoixa de Padula | Bé cultural inscrit el 1998. |   |
| PaestumCartoixa de Padula | Localització: Campània |   |
| PaestumCartoixa de Padula | Zona de protecció: 159.110 ha. Zona de respecte: 178.101 ha. |   |
| PaestumCartoixa de Padula | \| « \| La regió del Cilento alberga un paisatge cultural d'excepcional qualitat, en el qual se succeeixen -al llarg de tres cadenes muntanyoses esteses d'est a oest- conjunts impressionants de santuaris i assentaments humans, testimonis vius de la història d'aquesta regió, que va ser alhora ruta comercial important i punt de contactes polítics i intercanvis comercials, tant en els temps prehistòrics com en l'Edat Mitjana. El lloc, que va ser també frontera entre les colònies hel·lèniques de la Magna Grècia i les poblacions autòctones de etruscos i lucans, conserva els vestigis de Paestum i Velia dues ciutats importants de l'Antiguitat clàssica. (UNESCO/BPI)[30] \| » \| |   |
| PaestumCartoixa de Padula | Múltiples ubicacions: Paestum, Vèlia, Cartoixa de Padula, Muntanya Cervati, Vall de Diano, Muntanya Stella, Punta Licosa, Muntanya Bulgheria, Punta degli Infreschi i Cap Palinuro. |   |
| «                         | La regió del Cilento alberga un paisatge cultural d'excepcional qualitat, en el qual se succeeixen -al llarg de tres cadenes muntanyoses esteses d'est a oest- conjunts impressionants de santuaris i assentaments humans, testimonis vius de la història d'aquesta regió, que va ser alhora ruta comercial important i punt de contactes polítics i intercanvis comercials, tant en els temps prehistòrics com en l'Edat Mitjana. El lloc, que va ser també frontera entre les colònies hel·lèniques de la Magna Grècia i les poblacions autòctones de etruscos i lucans, conserva els vestigis de Paestum i Velia dues ciutats importants de l'Antiguitat clàssica. (UNESCO/BPI)                     | » |

| | Zona arqueològica i basílica patriarcal d'Aquileia |   |
| Bé cultural inscrit el 1998. | |   |
| Localització: Friül – Venècia Júlia | |   |
| Zona de protecció: 155 ha. | |   |
| \| « \| Situat a la regió de Friül – Venècia Júlia, aquest lloc tanca els vestigis d'Aquilea, que va ser una de les ciutats més importants i pròsperes de l'època de l'Alt Imperi Romà, abans que fos destruïda per Àtila a mitjans del segle v. La major part de les seves ruïnes romanen intactes, enterrades sota els camps circumdants, la qual cosa fa d'aquest lloc la major reserva arqueològica del món en el seu gènere. El notable edifici de la basílica patriarcal, ornamentat amb un magnífic paviment de mosaics, testifica la importància de l'Església d'aquesta ciutat, que va exercir un paper essencial en l'evangelització d'una gran part d'Europa Central. (UNESCO/BPI)[31] \| » \| | |   |
| « | Situat a la regió de Friül – Venècia Júlia, aquest lloc tanca els vestigis d'Aquilea, que va ser una de les ciutats més importants i pròsperes de l'època de l'Alt Imperi Romà, abans que fos destruïda per Àtila a mitjans del segle v. La major part de les seves ruïnes romanen intactes, enterrades sota els camps circumdants, la qual cosa fa d'aquest lloc la major reserva arqueològica del món en el seu gènere. El notable edifici de la basílica patriarcal, ornamentat amb un magnífic paviment de mosaics, testifica la importància de l'Església d'aquesta ciutat, que va exercir un paper essencial en l'evangelització d'una gran part d'Europa Central. (UNESCO/BPI) | » |

| | Vil·la Adriana (Tívoli) |   |
| Bé cultural inscrit el 1999. | |   |
| Localització: Laci | |   |
| Zona de protecció: 80 ha. Zona de respecte: 500 ha. | |   |
| \| « \| Situada a Tívoli, no lluny de Roma, la Villa Adriana és un magnífic conjunt d'edificis clàssics construïts per ordre de l'emperador Adrià al segle ii, que combinen els millors elements del llegat arquitectònic d'Egipte, Grècia i Roma, formant una espècie de "ciutat ideal". (UNESCO/BPI)[32] \| » \| | |   |
| « | Situada a Tívoli, no lluny de Roma, la Villa Adriana és un magnífic conjunt d'edificis clàssics construïts per ordre de l'emperador Adrià al segle ii, que combinen els millors elements del llegat arquitectònic d'Egipte, Grècia i Roma, formant una espècie de "ciutat ideal". (UNESCO/BPI) | » |

| | Assís, la Basílica de Sant Francesc d'Assís i altres llocs franciscans |   |
| Bé cultural inscrit el 2000. | |   |
| Localització: Úmbria | |   |
| Zona de protecció: 14.563 ha. Zona de respecte: 4087 ha. | |   |
| \| « \| Edificada a la part alta d'un turó, la ciutat medieval d'Assís, lloc natal de Sant Francesc, està estretament vinculada a l'obra de l'ordre religiosa fundada per aquest. Les seves obres mestres de l'art medieval -la basílica de Sant Francesc i les pintures de Cimabue, Pietro Lorenzetti, Simone Martini i Giotto- van fer d'aquesta ciutat un element de referència fonamental per al desenvolupament de les arts i l'arquitectura a Itàlia i Europa. (UNESCO/BPI)[33] \| » \| | |   |
| Múltiples ubicacions: Assís, Sant Damiano, Eremo delle Carceri, Santuari del Rivotorto i Basílica de Santa Maria dels Àngels. | |   |
| « | Edificada a la part alta d'un turó, la ciutat medieval d'Assís, lloc natal de Sant Francesc, està estretament vinculada a l'obra de l'ordre religiosa fundada per aquest. Les seves obres mestres de l'art medieval -la basílica de Sant Francesc i les pintures de Cimabue, Pietro Lorenzetti, Simone Martini i Giotto- van fer d'aquesta ciutat un element de referència fonamental per al desenvolupament de les arts i l'arquitectura a Itàlia i Europa. (UNESCO/BPI) | » |

| | Illes Eòlies |   |
| Bé natural inscrit el 2000. | |   |
| Localització: Sicília | |   |
| Zona de protecció: 1216 ha. | |   |
| \| « \| Escenari permanent de fenòmens volcànics, aquest lloc constitueix un exemple excepcional del paper exercit pels volcans en el sorgiment i la destrucció d'illes. Estudiades per savis i científics des del segle xviii com a mínim, les Illes Eòliques han permès a la vulcanologia descriure dos tipus d'erupció (el vulcanià i el estrombolià) i han ocupat un lloc destacat en la formació dels geòlegs des de fa més de 200 anys. Avui en dia, segueixen oferint un camp d'estudi fecund als especialistes en vulcanologia. (UNESCO/BPI)[34] \| » \| | |   |
| « | Escenari permanent de fenòmens volcànics, aquest lloc constitueix un exemple excepcional del paper exercit pels volcans en el sorgiment i la destrucció d'illes. Estudiades per savis i científics des del segle xviii com a mínim, les Illes Eòliques han permès a la vulcanologia descriure dos tipus d'erupció (el vulcanià i el estrombolià) i han ocupat un lloc destacat en la formació dels geòlegs des de fa més de 200 anys. Avui en dia, segueixen oferint un camp d'estudi fecund als especialistes en vulcanologia. (UNESCO/BPI) | » |

| | Ciutat de Verona |   |
| Bé cultural inscrit el 2000. | |   |
| Localització: Vèneto | |   |
| Zona de protecció: 453 ha. Zona de respecte: 325 ha. | |   |
| \| « \| Fundada al segle i aC, la històrica ciutat de Verona va conèixer dos períodes d'auge: el primer sota el govern de la família Scaliger entre els segles xiii i xiv, i el segon sota la dominació de la República de Venècia entre els segles XV i xviii. Verona és un exemple excepcional de plaça forta que ha conservat un nombre considerable de monuments de l'Antiguitat grecoromana, l'Edat Mitjana i el Renaixement. (UNESCO/BPI)[35] \| » \| | |   |
| « | Fundada al segle i aC, la històrica ciutat de Verona va conèixer dos períodes d'auge: el primer sota el govern de la família Scaliger entre els segles xiii i xiv, i el segon sota la dominació de la República de Venècia entre els segles XV i xviii. Verona és un exemple excepcional de plaça forta que ha conservat un nombre considerable de monuments de l'Antiguitat grecoromana, l'Edat Mitjana i el Renaixement. (UNESCO/BPI) | » |

| | Vil·la d'Este (Tívoli) |   |
| Bé cultural inscrit el 2001. | |   |
| Localització: Laci | |   |
| Zona de protecció: 4,5 ha. Zona de respecte: 7 ha. | |   |
| \| « \| El Palau i el jardí de la Villa d'Este, situada a Tívoli, són un dels testimonis més notables i complets del refinament de la cultura del Renaixement. El seu disseny innovador i els estanys, fonts i altres elements arquitectònics del seu jardí -un dels primers "giardini delle Meraviglie" – constitueixen un exemple incomparable del paisatgisme italià del segle xvi, que va servir molt aviat de model per a la creació de jardins en tot la resta d'Europa. (UNESCO/BPI)[36] \| » \| | |   |
| « | El Palau i el jardí de la Villa d'Este, situada a Tívoli, són un dels testimonis més notables i complets del refinament de la cultura del Renaixement. El seu disseny innovador i els estanys, fonts i altres elements arquitectònics del seu jardí -un dels primers "giardini delle Meraviglie" – constitueixen un exemple incomparable del paisatgisme italià del segle xvi, que va servir molt aviat de model per a la creació de jardins en tot la resta d'Europa. (UNESCO/BPI) | » |

| Catedral de NotoCaltagirone. | Ciutats del barroc tardà de la Vall de Noto (sud-est de Sicília) |   |
| Catedral de NotoCaltagirone. | Bé cultural inscrit en 2002. |   |
| Catedral de NotoCaltagirone. | Localització: Sicília |   |
| Catedral de NotoCaltagirone. | \| « \| Aquest lloc està format per vuit ciutats del sud-est de Sicília -Caltagirone, Militello, Val Di Catània, Catània, Modica, Noto, Palazzolo, Ragusa i Scicli- que van ser reconstruïdes in situ, oa les seves proximitats, després del terratrèmol que les va destruir en 1693. Fruit d'una iniciativa col·lectiva de gran envergadura, la seva reconstrucció es va caracteritzar per l'alt nivell de les obres arquitectòniques i artístiques realitzades. Edificades en l'estil barroc tardà imperant de l'època, aquestes ciutats són un exemple summament il·lustratiu de tot un seguit d'innovacions notables en matèria d'urbanisme i tècniques de construcció. (UNESCO/BPI)[37] \| » \| |   |
| Catedral de NotoCaltagirone. | Múltiples ubicacions: Caltagirone, Catania, Militello in Val di Catània, Modica, Noto, Palazzolo Acreide, Ragusa i Scicli. |   |
| «                            | Aquest lloc està format per vuit ciutats del sud-est de Sicília -Caltagirone, Militello, Val Di Catània, Catània, Modica, Noto, Palazzolo, Ragusa i Scicli- que van ser reconstruïdes in situ, oa les seves proximitats, després del terratrèmol que les va destruir en 1693. Fruit d'una iniciativa col·lectiva de gran envergadura, la seva reconstrucció es va caracteritzar per l'alt nivell de les obres arquitectòniques i artístiques realitzades. Edificades en l'estil barroc tardà imperant de l'època, aquestes ciutats són un exemple summament il·lustratiu de tot un seguit d'innovacions notables en matèria d'urbanisme i tècniques de construcció. (UNESCO/BPI)                     | » |

| | Sacri Monti |   |
| Bé cultural inscrit en 2003. | |   |
| Localització: Piemont / Llombardia | |   |
| \| « \| Format per nou Sacri Monti (muntanyes sacres) d'Itàlia del Nord, aquest lloc posseeix conjunts de capelles i altres edificacions dels segles xvi i xvii dedicades a la celebració de diferents aspectes del cristianisme. A més del seu significat espiritual i simbòlic, el lloc és d'una gran bellesa per la mestria amb què s'han integrat els elements arquitectònics en el paisatge natural circumdant format per pujols, boscos i llacs. El lloc compta també amb una multitud d'obres d'art importants, en particular pintures murals i estàtues. (UNESCO/BPI)[38] \| » \| | |   |
| Múltiples ubicacions: | |   |
| « | Format per nou Sacri Monti (muntanyes sacres) d'Itàlia del Nord, aquest lloc posseeix conjunts de capelles i altres edificacions dels segles xvi i xvii dedicades a la celebració de diferents aspectes del cristianisme. A més del seu significat espiritual i simbòlic, el lloc és d'una gran bellesa per la mestria amb què s'han integrat els elements arquitectònics en el paisatge natural circumdant format per pujols, boscos i llacs. El lloc compta també amb una multitud d'obres d'art importants, en particular pintures murals i estàtues. (UNESCO/BPI) | » |

| | Monte San Giorgio |   |
| Bé natural inscrit el 2003, extensió el 2010. | |   |
| Aquest bé és compartit amb Suïssa | |   |
| Localització: Llombardia | |   |
| \| « \| Situada al cantó suís de Tesino, al sud del llac de Lugano, aquesta muntanya boscosa de 1.096 metres d'altura i forma piramidal es considera un dels millors exponents del que va ser la vida marina al Període Triàsic (245-230 milions d' anys enrere). El lloc es va inscriure a la Llista del Patrimoni Mundial a 2003 i la seva extensió actual abasta la zona italiana contigua, situada a l'altre costat de la frontera. L'ampliació del lloc es deu a la quantitat i varietat excepcionals dels jaciments fossilífers del Període Triàsic que es troben en aquesta zona. (UNESCO/BPI)[39] \| » \| | |   |
| « | Situada al cantó suís de Tesino, al sud del llac de Lugano, aquesta muntanya boscosa de 1.096 metres d'altura i forma piramidal es considera un dels millors exponents del que va ser la vida marina al Període Triàsic (245-230 milions d' anys enrere). El lloc es va inscriure a la Llista del Patrimoni Mundial a 2003 i la seva extensió actual abasta la zona italiana contigua, situada a l'altre costat de la frontera. L'ampliació del lloc es deu a la quantitat i varietat excepcionals dels jaciments fossilífers del Període Triàsic que es troben en aquesta zona. (UNESCO/BPI) | » |

| Tarquínia Tarquínia i Necrópolis de Cerveteri. | Necròpolis etrusques de Cerveteri i Tarquínia |   |
| Tarquínia Tarquínia i Necrópolis de Cerveteri. | Bé cultural inscrit el 2004. |   |
| Tarquínia Tarquínia i Necrópolis de Cerveteri. | Localització: Laci |   |
| Tarquínia Tarquínia i Necrópolis de Cerveteri. | \| « \| Aquestes dues grans necròpolis són testimonis dels diferents ritus funeraris practicats pels etruscos des dels segles IX a I aC i són una de les millors testimonis de la cultura d'aquest poble, creador de la primera civilització urbana del nord de la Mediterrània Algunes de les seves tombes, excavades a la roca i rematades per túmuls impressionants, són grandioses. Moltes d'elles estan ornades amb baixos relleus o pintures murals de qualitat excepcional. La necròpolis de Banditaccia, situada a la rodalia de la localitat de Cerveteri, posseeix milers de tombes la disposició està organitzada en funció d'un traçat anàleg al pla urbanístic d'una ciutat, amb els seus barris, carrers i placetes. Les tombes d'aquest cementiri són de tipus molt diferents: túmuls, rases excavades a la pedra i buits practicades a la roca en forma de barraques o cases amb gran profusió d'elements estructurals, que fan d'elles els únics vestigis existents de l'arquitectura residencial etrusca. La necròpolis de Tarquinia, coneguda amb el nom de Monterozzi, posseeix 6.000 sepulcres cavats a la roca i és famosa pels 200 que estan ornats amb pintures. Les sepultures més antigues daten del segle VII aC.(UNESCO/BPI)[40] \| » \| |   |
| Tarquínia Tarquínia i Necrópolis de Cerveteri. | Múltiples ubicacions: Cerveteri i Tarquínia. |   |
| «                                              | Aquestes dues grans necròpolis són testimonis dels diferents ritus funeraris practicats pels etruscos des dels segles IX a I aC i són una de les millors testimonis de la cultura d'aquest poble, creador de la primera civilització urbana del nord de la Mediterrània Algunes de les seves tombes, excavades a la roca i rematades per túmuls impressionants, són grandioses. Moltes d'elles estan ornades amb baixos relleus o pintures murals de qualitat excepcional. La necròpolis de Banditaccia, situada a la rodalia de la localitat de Cerveteri, posseeix milers de tombes la disposició està organitzada en funció d'un traçat anàleg al pla urbanístic d'una ciutat, amb els seus barris, carrers i placetes. Les tombes d'aquest cementiri són de tipus molt diferents: túmuls, rases excavades a la pedra i buits practicades a la roca en forma de barraques o cases amb gran profusió d'elements estructurals, que fan d'elles els únics vestigis existents de l'arquitectura residencial etrusca. La necròpolis de Tarquinia, coneguda amb el nom de Monterozzi, posseeix 6.000 sepulcres cavats a la roca i és famosa pels 200 que estan ornats amb pintures. Les sepultures més antigues daten del segle VII aC.(UNESCO/BPI)                     | » |

| Paisatge de la Vall de l'OrciaSant Quirico d'Orcia | Vall de l'Orcia |   |
| Paisatge de la Vall de l'OrciaSant Quirico d'Orcia | Bé cultural inscrit el 2004. |   |
| Paisatge de la Vall de l'OrciaSant Quirico d'Orcia | Localització: Toscana |   |
| Paisatge de la Vall de l'OrciaSant Quirico d'Orcia | Zona de protecció: 61.188 ha. Zona de respecte: 5660 ha. |   |
| Paisatge de la Vall de l'OrciaSant Quirico d'Orcia | \| « \| El paisatge de la vall del riu Orcia forma part de la comarca agrícola propera a Siena. Va ser dissenyat i creat en els segles xiv i xv, quan aquesta ciutat estat va colonitzar la seva regió circumdant amb el propòsit de crear un model ideal d'ordenació del sòl i compondre una panoràmica paisatgística grata a la vista. Les qualitats estètiques del paisatge de planes calcàries, on s'eleven turons gairebé còniques amb assentaments fortificats en els cims, van inspirar a un gran nombre d'artistes, que van il·lustrar amb les seves obres la bellesa d'aquest paisatge agrari modelat segons els criteris d'ordenació territorial del Renaixement. A més del paisatge agrícola i pastoral resultant d'una colonització planificada en el qual es posen de manifest els sistemes innovadors d'ordenació territorial de l'època, el lloc comprèn una sèrie de ciutats petites, pobles i alqueries, així com la Via Francigena dels romans, que està jalonada per abadies, posades, santuaris i ponts. (UNESCO/BPI)[41] \| » \| |   |
| «                                                  | El paisatge de la vall del riu Orcia forma part de la comarca agrícola propera a Siena. Va ser dissenyat i creat en els segles xiv i xv, quan aquesta ciutat estat va colonitzar la seva regió circumdant amb el propòsit de crear un model ideal d'ordenació del sòl i compondre una panoràmica paisatgística grata a la vista. Les qualitats estètiques del paisatge de planes calcàries, on s'eleven turons gairebé còniques amb assentaments fortificats en els cims, van inspirar a un gran nombre d'artistes, que van il·lustrar amb les seves obres la bellesa d'aquest paisatge agrari modelat segons els criteris d'ordenació territorial del Renaixement. A més del paisatge agrícola i pastoral resultant d'una colonització planificada en el qual es posen de manifest els sistemes innovadors d'ordenació territorial de l'època, el lloc comprèn una sèrie de ciutats petites, pobles i alqueries, així com la Via Francigena dels romans, que està jalonada per abadies, posades, santuaris i ponts. (UNESCO/BPI)                     | » |

| SiracusaNecròpolis de Pantalica | Siracusa i la Necròpolis de Pantalica |   |
| SiracusaNecròpolis de Pantalica | Bé cultural inscrit el 2005. |   |
| SiracusaNecròpolis de Pantalica | Localització: Sicília |   |
| SiracusaNecròpolis de Pantalica | \| « \| El lloc comprèn dues parts diferenciades amb vestigis notables de l'època grecoromana. La primera és la Necròpolis de Pantalica, situada a prop d'unes pedreres a cel obert, que compta amb més de 5.000 tombes excavades a la roca entre els segles XIII i VII aC. En aquesta necròpoli subsisteixen vestigis de l'època romana d'Orient, en particular els fonaments del "Anaktoron" (Palau del príncep). La segona part està constituïda per l'antiga Siracusa, on es pot contemplar el nucli primigeni d'aquesta ciutat fundada per colons grecs arribats de Corint al segle viii aC, que li van donar al principi el nom de Ortygia. En l'emplaçament de Siracusa queden vestigis del Temple d'Atena (segle v aC), que més tard va ser transformat en catedral. També subsisteixen vestigis d'un teatre grec, un amfiteatre romà, un fort i moltes altres construccions. L'antiga Siracusa ofereix un exemple, únic en el seu gènere, de l'evolució de la civilització mediterrània al llarg de més tres mil·lennis. (UNESCO/BPI)[42] \| » \| |   |
| SiracusaNecròpolis de Pantalica | Múltiples ubicacions: Siracusa i Necròpolis de Pantalica. |   |
| «                               | El lloc comprèn dues parts diferenciades amb vestigis notables de l'època grecoromana. La primera és la Necròpolis de Pantalica, situada a prop d'unes pedreres a cel obert, que compta amb més de 5.000 tombes excavades a la roca entre els segles XIII i VII aC. En aquesta necròpoli subsisteixen vestigis de l'època romana d'Orient, en particular els fonaments del "Anaktoron" (Palau del príncep). La segona part està constituïda per l'antiga Siracusa, on es pot contemplar el nucli primigeni d'aquesta ciutat fundada per colons grecs arribats de Corint al segle viii aC, que li van donar al principi el nom de Ortygia. En l'emplaçament de Siracusa queden vestigis del Temple d'Atena (segle v aC), que més tard va ser transformat en catedral. També subsisteixen vestigis d'un teatre grec, un amfiteatre romà, un fort i moltes altres construccions. L'antiga Siracusa ofereix un exemple, únic en el seu gènere, de l'evolució de la civilització mediterrània al llarg de més tres mil·lennis. (UNESCO/BPI)                     | » |

| | Gènova: les Strade Nuove i el sistema del Palazzi dei Rolli |   |
| Bé cultural inscrit el 2006. | |   |
| Localització: Ligúria | |   |
| \| « \| Les Strade Nuove i el sistema dels Palazzi dei Rolli del centre històric de Gènova daten de finals del segle xvi i principis del xvii, època en la qual aquesta república marítima es trobava en l'apogeu del seu poder financer i comercial. Aquest lloc ofereix el primer exemple de projecte d'ordenació urbana en parcel·les realitzat a Europa pels poders públics en un marc unitari, i està associat a un sistema particular d'allotjament públic en habitatges de particulars, establert per un decret del Senat de la República Gènova el 1576. El lloc comprèn un conjunt de mansions renaixentistes i barroques que flanquegen els carrers nous (strade nuove). Aquests edificis presenten una extraordinària varietat de solucions arquitectòniques, que són de transcendència universal per la seva exemplar adaptació a les característiques particulars del seu emplaçament i les exigències d'una organització socioeconòmica específica. També constitueixen un exemple original d'un sistema públic de residències privades, els propietaris tenien l'obligació d'albergar als hostes oficials de l'Estat. (UNESCO/BPI)[43] \| » \| | |   |
| « | Les Strade Nuove i el sistema dels Palazzi dei Rolli del centre històric de Gènova daten de finals del segle xvi i principis del xvii, època en la qual aquesta república marítima es trobava en l'apogeu del seu poder financer i comercial. Aquest lloc ofereix el primer exemple de projecte d'ordenació urbana en parcel·les realitzat a Europa pels poders públics en un marc unitari, i està associat a un sistema particular d'allotjament públic en habitatges de particulars, establert per un decret del Senat de la República Gènova el 1576. El lloc comprèn un conjunt de mansions renaixentistes i barroques que flanquegen els carrers nous (strade nuove). Aquests edificis presenten una extraordinària varietat de solucions arquitectòniques, que són de transcendència universal per la seva exemplar adaptació a les característiques particulars del seu emplaçament i les exigències d'una organització socioeconòmica específica. També constitueixen un exemple original d'un sistema públic de residències privades, els propietaris tenien l'obligació d'albergar als hostes oficials de l'Estat. (UNESCO/BPI) | » |

| MàntuaSabbioneta | Màntua i Sabbioneta |   |
| MàntuaSabbioneta | Bé cultural inscrit el 2008. |   |
| MàntuaSabbioneta | Localització: Llombardia |   |
| MàntuaSabbioneta | \| « \| Situades al nord d'Itàlia, aquestes dues ciutats són representatives de dos aspectes de l'urbanisme del Renaixement. Màntua constitueix un exemple de renovació i extensió d'una ciutat ja existent, mentre que Sabbioneta, situada a uns 30 quilòmetres, és il·lustrativa de les teories renaixentistes sobre la planificació de la ciutat ideal. Encara que algunes parts del seu teixit urbà són regulars, el traçat irregular de Màntua testifica les diferents etapes del seu creixement des de l'època de l'Imperi Romà. Aquesta ciutat posseeix nombrosos monuments medievals -entre els quals figura una rotonda del segle XI- i un teatre barroc. En canvi, Sabbioneta, construïda en la segona meitat del segle xvi per ordre de Vespasià Gonzaga Colonna, es pot definir com una ciutat d'un sol període amb un pla en forma de damer. Les dues ciutats aporten un testimoni excepcional de les realitzacions urbanístiques, arquitectòniques i artístiques del Renaixement, dictades per la visió i les ambicions de la família governant dels Gonzaga. La importància dels dos llocs rau en el valor de la seva arquitectura i en el seu eminent paper en la difusió de la cultura renaixentista. Els ideals d'aquesta, promoguts pels Gonzaga, han quedat plasmats en la morfologia i l'arquitectura de les dues ciutats. (UNESCO/BPI)[44] \| » \| |   |
| MàntuaSabbioneta | Múltiples ubicacions: Màntua i Sabbioneta. |   |
| «                | Situades al nord d'Itàlia, aquestes dues ciutats són representatives de dos aspectes de l'urbanisme del Renaixement. Màntua constitueix un exemple de renovació i extensió d'una ciutat ja existent, mentre que Sabbioneta, situada a uns 30 quilòmetres, és il·lustrativa de les teories renaixentistes sobre la planificació de la ciutat ideal. Encara que algunes parts del seu teixit urbà són regulars, el traçat irregular de Màntua testifica les diferents etapes del seu creixement des de l'època de l'Imperi Romà. Aquesta ciutat posseeix nombrosos monuments medievals -entre els quals figura una rotonda del segle XI- i un teatre barroc. En canvi, Sabbioneta, construïda en la segona meitat del segle xvi per ordre de Vespasià Gonzaga Colonna, es pot definir com una ciutat d'un sol període amb un pla en forma de damer. Les dues ciutats aporten un testimoni excepcional de les realitzacions urbanístiques, arquitectòniques i artístiques del Renaixement, dictades per la visió i les ambicions de la família governant dels Gonzaga. La importància dels dos llocs rau en el valor de la seva arquitectura i en el seu eminent paper en la difusió de la cultura renaixentista. Els ideals d'aquesta, promoguts pels Gonzaga, han quedat plasmats en la morfologia i l'arquitectura de les dues ciutats. (UNESCO/BPI)                     | » |

| | Dolomites |   |
| Bé natural inscrit el 2009. | |   |
| Localització: Vèneto | |   |
| \| « \| Els Dolomites estan situats a la part septentrional dels Alps italians. Aquesta cadena muntanyosa compta amb 18 cims que s'alcen a més de 3.000 metres d'alçada. El lloc inscrit a la Llista del Patrimoni Mundial abasta 141.903 hectàrees i és un dels paisatges de muntanya més bells del món, caracteritzat per la presència de parets verticals, farallons tallats a pic i una gran densitat de valls estrets, profunds i llargs. El lloc està compost per una sèrie de nou zones amb paisatges espectaculars molt diversos que tenen una gran importància internacional per a la geomorfologia, per les seves notables agulles, cúspides i muralles rocoses. També posseeix relleus glaceres i sistemes càrstics. La dinàmica dels processos naturals del lloc es caracteritza per la freqüència dels corriments de terres, allaus i inundacions. El lloc constitueix també un dels millors exemples existents de preservació de sistemes de plataformes carbonatades de l'Era Mesozoica amb registres fossilífers. (UNESCO/BPI)[45] \| » \| | |   |
| « | Els Dolomites estan situats a la part septentrional dels Alps italians. Aquesta cadena muntanyosa compta amb 18 cims que s'alcen a més de 3.000 metres d'alçada. El lloc inscrit a la Llista del Patrimoni Mundial abasta 141.903 hectàrees i és un dels paisatges de muntanya més bells del món, caracteritzat per la presència de parets verticals, farallons tallats a pic i una gran densitat de valls estrets, profunds i llargs. El lloc està compost per una sèrie de nou zones amb paisatges espectaculars molt diversos que tenen una gran importància internacional per a la geomorfologia, per les seves notables agulles, cúspides i muralles rocoses. També posseeix relleus glaceres i sistemes càrstics. La dinàmica dels processos naturals del lloc es caracteritza per la freqüència dels corriments de terres, allaus i inundacions. El lloc constitueix també un dels millors exemples existents de preservació de sistemes de plataformes carbonatades de l'Era Mesozoica amb registres fossilífers. (UNESCO/BPI) | » |

| Santuari de San MiguelTemplet de Clitunno | Centres de poder dels longobards a Itàlia |   |
| Santuari de San MiguelTemplet de Clitunno | Bé cultural inscrit el 2011. |   |
| Santuari de San MiguelTemplet de Clitunno | Localització: Pulla / Campània / Úmbria / Llombardia / Friül – Venècia Júlia |   |
| Santuari de San MiguelTemplet de Clitunno | \| « \| Aquest lloc comprèn set grups d'edificacions importants -fortaleses, esglésies, monestirs, etc. situades al llarg de la Península Itàlica. Aquests edificis constitueixen un testimoni de les grans realitzacions dels llombards, poble oriünd del nord d'Europa que va desenvolupar la seva cultura específica a la península italiana, on van dominar vasts territoris entre els segles vi i viii. La transició de l'Antiguitat a l'Edat Mitjana a Europa va ser marcada per la síntesi d'estils arquitectònics efectuada pels llombards, en la qual es van fusionar el llegat de l'antic Imperi Romà i l'espiritualitat del cristianisme, així com influències de Bizanci i de l'Europa septentrional germànica. Els set llocs que formen el lloc constitueixen un testimoni de l'important paper exercit pels llombards en el desenvolupament espiritual i cultural de la cristiandat medieval europea, en la que van impulsar en particular el moviment monàstic. (UNESCO/BPI)[46] \| » \| |   |
| Santuari de San MiguelTemplet de Clitunno | Múltiples ubicacions: Àrea de Gastaldaga i complex episcopal, àrea monumental amb el complex monàstic de Sant Salvatore-Santa Giulia, el castrum amb la Torre Torba i l'església extramur a Santa Maria, la Basílica de San Salvatore, el templet de Clitumno, el complex de Santa Sofia i el Santuari de Sant Miquel. |   |
| «                                         | Aquest lloc comprèn set grups d'edificacions importants -fortaleses, esglésies, monestirs, etc. situades al llarg de la Península Itàlica. Aquests edificis constitueixen un testimoni de les grans realitzacions dels llombards, poble oriünd del nord d'Europa que va desenvolupar la seva cultura específica a la península italiana, on van dominar vasts territoris entre els segles vi i viii. La transició de l'Antiguitat a l'Edat Mitjana a Europa va ser marcada per la síntesi d'estils arquitectònics efectuada pels llombards, en la qual es van fusionar el llegat de l'antic Imperi Romà i l'espiritualitat del cristianisme, així com influències de Bizanci i de l'Europa septentrional germànica. Els set llocs que formen el lloc constitueixen un testimoni de l'important paper exercit pels llombards en el desenvolupament espiritual i cultural de la cristiandat medieval europea, en la que van impulsar en particular el moviment monàstic. (UNESCO/BPI)                     | » |

| Ferrocarril Rètic | Ferrocarril Rètic |   |
| Ferrocarril Rètic | Bé cultural inscrit el 2011. |   |
| Ferrocarril Rètic | Aquest Bé és compartit amb Suïssa |   |
| Ferrocarril Rètic | Localització: Llombardia |   |
| Ferrocarril Rètic | \| « \| Aquest lloc agrupa dues línies ferroviàries històriques que creuen els Alps suïssos per dos ports de muntanya. Inaugurada el 1904, la línia de l'Albula està situada a la part nord-est del lloc i té 67 km de longitud. Comprèn un conjunt impressionant d'obres d'enginyeria format per 42 túnels i galeries cobertes i 144 ponts i viaductes. La línia del Bernina té 61 km i compta amb 13 túnels i galeries i 52 ponts i viaductes. El lloc és un exemple notable de la utilització del ferrocarril, a principis del segle xx, per acabar amb l'aïllament de les poblacions dels Alps centrals i induir un canvi socioeconòmic durador en la vida dels muntanyencs. Aquest ferrocarril és una realització excepcional en el pla tècnic, arquitectònic i ambiental, que encarna els assoliments que poden arribar l'arquitectura i l'enginyeria civil en perfecta harmonia amb el paisatge circumdant. (UNESCO/BPI)[47] \| » \| |   |
| Ferrocarril Rètic | Múltiples ubicacions: Tirà. |   |
| «                 | Aquest lloc agrupa dues línies ferroviàries històriques que creuen els Alps suïssos per dos ports de muntanya. Inaugurada el 1904, la línia de l'Albula està situada a la part nord-est del lloc i té 67 km de longitud. Comprèn un conjunt impressionant d'obres d'enginyeria format per 42 túnels i galeries cobertes i 144 ponts i viaductes. La línia del Bernina té 61 km i compta amb 13 túnels i galeries i 52 ponts i viaductes. El lloc és un exemple notable de la utilització del ferrocarril, a principis del segle xx, per acabar amb l'aïllament de les poblacions dels Alps centrals i induir un canvi socioeconòmic durador en la vida dels muntanyencs. Aquest ferrocarril és una realització excepcional en el pla tècnic, arquitectònic i ambiental, que encarna els assoliments que poden arribar l'arquitectura i l'enginyeria civil en perfecta harmonia amb el paisatge circumdant. (UNESCO/BPI)                     | » |

| | Palafits de l'entorn dels Alps |   |
| Bé cultural inscrit el 2011. | |   |
| Aquest bé és compartit amb Alemanya, Àustria, Eslovènia, França, Suïssa, Eslovènia | |   |
| Localització: Piemont / Llombardia / Trentino – Alto Adige / Friül – Venècia Júlia / Vèneto | |   |
| Zona de protecció: 274 ha – Zona de respecte: 3961 ha. | |   |
| \| « \| Aquest lloc comprèn 111 llocs amb vestigis d'assentaments humans prehistòrics en palafits, és a dir, habitatges edificats sobre pilots. Situats dins de la zona dels Alps i en el seu entorn, aquests vestigis daten del període comprès entre el cinquè mil·lenni i el segle V aC i estan situats a la vora de llacs, rius i pantans. Les excavacions arqueològiques, efectuades només en alguns llocs fins a la data, han proporcionat elements que donen una visió de la vida diària de l'home del Neolític i de l'Edat de Bronze a l'Europa Alpina, així com de la seva interacció amb el medi ambient. A Suïssa es troben cinquanta-sis dels llocs que integren el lloc. Aquests assentaments humans, que formen un conjunt únic de vestigis arqueològics excepcionalment ben conservats i extraordinàriament rics en el pla cultural, constitueixen una de les més importants fonts per a l'estudi de les societats agràries primitives de la regió. (UNESCO/BPI)[48] \| » \| | |   |
| Múltiples ubicacions: (A Itàlia) Polcenigo, Desenzano del Garda, Manerba del Garda, Sirmione, Polpenazze del Garda, Piadena, Cavriana, Monzambano, Biandronno, Bodio Lomnago, Cadrezzate, Viverone, Arona, Ledro, Fiavè, Pechiera del Garda, Cerea i Arquà Petrarca. | |   |
| « | Aquest lloc comprèn 111 llocs amb vestigis d'assentaments humans prehistòrics en palafits, és a dir, habitatges edificats sobre pilots. Situats dins de la zona dels Alps i en el seu entorn, aquests vestigis daten del període comprès entre el cinquè mil·lenni i el segle V aC i estan situats a la vora de llacs, rius i pantans. Les excavacions arqueològiques, efectuades només en alguns llocs fins a la data, han proporcionat elements que donen una visió de la vida diària de l'home del Neolític i de l'Edat de Bronze a l'Europa Alpina, així com de la seva interacció amb el medi ambient. A Suïssa es troben cinquanta-sis dels llocs que integren el lloc. Aquests assentaments humans, que formen un conjunt únic de vestigis arqueològics excepcionalment ben conservats i extraordinàriament rics en el pla cultural, constitueixen una de les més importants fonts per a l'estudi de les societats agràries primitives de la regió. (UNESCO/BPI) | » |

| | Muntanya Etna |   |
| Bé natural inscrit en 2013. | |   |
| Localització: Sicília | |   |
| \| « \| La Muntanya Etna és un lloc icònic de 19.237 hectàrees inhabitades a la part més alta, a la costa est de Sicília. La Muntanya Etna és l'illa muntanyosa més alta de la Mediterrània i l'estrat-volcà més actiu del món. La història d'erupcions del volcà pot ser traçada des de fa 500.000 anys i almenys 2.700 anys d'aquesta activitat ha estat documentada. La quasi contínua activitat eruptiva de la Muntanya Etna influeix en la vulcanologia, geofísica i altres disciplines científiques de la Terra. El volcà també aporta importants ecosistemes terrestres incloent la flora i fauna endèmiques i la seva activitat fa d'ell un laboratori natural per l'estudi de processos ecològics i biològics. La diversitat de la geografia volcànica com cràters, cons de cendra, colades de lava i la depressió de la Vall d'Bove han fet del lloc un destí principal per a la investigació i l'educació. (UNESCO/BPI)[49] \| » \| | |   |
| « | La Muntanya Etna és un lloc icònic de 19.237 hectàrees inhabitades a la part més alta, a la costa est de Sicília. La Muntanya Etna és l'illa muntanyosa més alta de la Mediterrània i l'estrat-volcà més actiu del món. La història d'erupcions del volcà pot ser traçada des de fa 500.000 anys i almenys 2.700 anys d'aquesta activitat ha estat documentada. La quasi contínua activitat eruptiva de la Muntanya Etna influeix en la vulcanologia, geofísica i altres disciplines científiques de la Terra. El volcà també aporta importants ecosistemes terrestres incloent la flora i fauna endèmiques i la seva activitat fa d'ell un laboratori natural per l'estudi de processos ecològics i biològics. La diversitat de la geografia volcànica com cràters, cons de cendra, colades de lava i la depressió de la Vall d'Bove han fet del lloc un destí principal per a la investigació i l'educació. (UNESCO/BPI) | » |

| Vila de CafaggioloJardí de Boboli | Vil·les i jardins Mèdici a la Toscana |   |
| Vila de CafaggioloJardí de Boboli | Bé cultural inscrit el 2013. |   |
| Vila de CafaggioloJardí de Boboli | Localització: Toscana |   |
| Vila de CafaggioloJardí de Boboli | \| « \| Dotze viles i dos jardins repartits pel paisatge de la Toscana formen aquest lloc el qual testimonia la influència exercida pels Medici en la cultura europea a través del seu difús mecenatge. Realitzades en harmonia amb la natura entre els segles XV i XVII, les viles i els jardins suposen un sistema original d'edificis de campanya dedicats al plaer, a les arts i al coneixement. Les viles tenen una funció i forma innovadora, un nou tipus de residència principesca que difereix tant de les granges que posseïen els rics florentins de l'època com dels Castells militars dels barons. Les Viles dels Medici formen el primer exemple de connexió entre arquitectura, jardins i entorn i es van convertir en una referència duradora per a les residències noble a Itàlia i Europa. Els seus jardins i la integració amb l'entorn natural va ajudar a desenvolupar l'apreciació del paisatge característic de l'Humanisme i el Renaixement. (UNESCO/BPI)[50] \| » \| |   |
| Vila de CafaggioloJardí de Boboli | Múltiples ubicacions: Vila de Cafaggiolo, Vila del Trebbio a Sant Piero a Sieve, Vila de Careggi, Vila de Castello, Vila La Petraia, Palau Pitti i Jardí de Boboli i Vila de Poggio Imperiale a Florència, Vila de Fiesole, Vila de Poggio a Caiano, Vila de Cerreto Guidi, Palau de Seravezza, Jardí de Patrolino a Vaglia, Vila La Màgia a <Quarrata i <Vila de Artimino a Carmignano. |   |
| «                                 | Dotze viles i dos jardins repartits pel paisatge de la Toscana formen aquest lloc el qual testimonia la influència exercida pels Medici en la cultura europea a través del seu difús mecenatge. Realitzades en harmonia amb la natura entre els segles XV i XVII, les viles i els jardins suposen un sistema original d'edificis de campanya dedicats al plaer, a les arts i al coneixement. Les viles tenen una funció i forma innovadora, un nou tipus de residència principesca que difereix tant de les granges que posseïen els rics florentins de l'època com dels Castells militars dels barons. Les Viles dels Medici formen el primer exemple de connexió entre arquitectura, jardins i entorn i es van convertir en una referència duradora per a les residències noble a Itàlia i Europa. Els seus jardins i la integració amb l'entorn natural va ajudar a desenvolupar l'apreciació del paisatge característic de l'Humanisme i el Renaixement. (UNESCO/BPI)                     | » |

| Paisatge de MonferratoCastell de Grinzane Cavour | Paisatge vitícola del Piemont: Langhe-Roero i Monferrato |   |
| Paisatge de MonferratoCastell de Grinzane Cavour | Bé cultural inscrit el 2014. |   |
| Paisatge de MonferratoCastell de Grinzane Cavour | Localització: Piemont |   |
| Paisatge de MonferratoCastell de Grinzane Cavour | \| « \| Aquest lloc abasta cinc zones vitivinícoles amb esplèndids paisatges de vinyes i el Castell de Cavour, personatge emblemàtic no només de la història d'Itàlia, sinó també del foment de la vitivinicultura a la regió. Situat al sud del Piemont, entre el riu Po i els Apenins Ligures, el lloc segueix sent l'escenari d'aplicació de tot un conjunt de procediments tècnics i econòmics per al cultiu de la vinya i la criança del vi, característics d'aquesta zona des de molts segles enrere. A la regió s'ha trobat pol·len de vinya que data del segle v aC, època en la qual el Piemont era una zona d'intercanvis comercials i culturals entre etruscos i celtes. Els dos pobles van llegar vocables de les seves respectives llengües relacionats amb el vi, dels quals encara queden petjades en el dialecte local. En l'època de l'Imperi Romà, Plini el Vell deia ja que la regió piemontesa era una de les més propícies de tota la Itàlia antiga per al cultiu de la vinya. Per la seva banda, el geògraf grec Estrabó esmenta les bótes de vi de la zona. (UNESCO/BPI)[51] \| » \| |   |
| Paisatge de MonferratoCastell de Grinzane Cavour | Múltiples ubicacions: Langa de Barolo, Castell de Grinzane Cavour, Pujols de Barbaresco, Nizza Monferrato, Canelli i Asti spumante i Monferrato del Inferot. |   |
| «                                                | Aquest lloc abasta cinc zones vitivinícoles amb esplèndids paisatges de vinyes i el Castell de Cavour, personatge emblemàtic no només de la història d'Itàlia, sinó també del foment de la vitivinicultura a la regió. Situat al sud del Piemont, entre el riu Po i els Apenins Ligures, el lloc segueix sent l'escenari d'aplicació de tot un conjunt de procediments tècnics i econòmics per al cultiu de la vinya i la criança del vi, característics d'aquesta zona des de molts segles enrere. A la regió s'ha trobat pol·len de vinya que data del segle v aC, època en la qual el Piemont era una zona d'intercanvis comercials i culturals entre etruscos i celtes. Els dos pobles van llegar vocables de les seves respectives llengües relacionats amb el vi, dels quals encara queden petjades en el dialecte local. En l'època de l'Imperi Romà, Plini el Vell deia ja que la regió piemontesa era una de les més propícies de tota la Itàlia antiga per al cultiu de la vinya. Per la seva banda, el geògraf grec Estrabó esmenta les bótes de vi de la zona. (UNESCO/BPI)                     | » |

| Catedral de Palerm Sant Giovanni degli Eremiti Catedral de Cefalù | Palerm àrab-normand i les catedrals de Cefalù i Monreale |   |
| Catedral de Palerm Sant Giovanni degli Eremiti Catedral de Cefalù | Bé cultural inscrit el 2015. |   |
| Catedral de Palerm Sant Giovanni degli Eremiti Catedral de Cefalù | Localització: Sicília |   |
| Catedral de Palerm Sant Giovanni degli Eremiti Catedral de Cefalù | Zona de protecció: 6.24 ha. Zona de respecte: 483 ha. |   |
| Catedral de Palerm Sant Giovanni degli Eremiti Catedral de Cefalù | \| « \| Els normands que van ocupar la Sicília provenien de Normandia, on s'havien establert al segle ix des del seu lloc d'origen a la Península Escandinava. La conquesta normanda va donar un gran impuls a la construcció de diferents edificis, però els constructors i mestres d'obres provenien de les mateixes regions i poques vegades del Nord. L'aportació normanda a l'arquitectura siciliana es limita a alguns detalls específics de la planta; mentre que abunden molt més les característiques de l'art islàmic, degudes no només als operaris locals, sinó a arquitectes àrabs i egipcis convocats. La influència romana d'Orient va romandre en la utilització de la planta centralitzada de creu grega les cúpules i els mosaics. Palerm, que comptava amb el favor dels reis normands, va ser la capital del Regne de Sicília, i s'hi van edificar importants obres, com la Chiesa della Martorana, al Palau de Zisa i Palazzo dei Normanni ("Palau dels normands"), a l'interior es troba la Capella palatina. A més de la de Palerm, també destaquen les catedrals de Cefalù i Monreale.(UNESCO/BPI)[52] \| » \| |   |
| Catedral de Palerm Sant Giovanni degli Eremiti Catedral de Cefalù | Múltiples ubicacions: Palazzo dei Normanni, Capella palatina de Palerm, Sant Giovanni degli Eremiti, Església de la Martorana, Església de Sant Cataldo, Catedral de Palerm, Palau de Zisa, Posa't dell'Ammiraglio, Catedral de Cefalù, Catedral de Monreale. |   |
| «                                                                 | Els normands que van ocupar la Sicília provenien de Normandia, on s'havien establert al segle ix des del seu lloc d'origen a la Península Escandinava. La conquesta normanda va donar un gran impuls a la construcció de diferents edificis, però els constructors i mestres d'obres provenien de les mateixes regions i poques vegades del Nord. L'aportació normanda a l'arquitectura siciliana es limita a alguns detalls específics de la planta; mentre que abunden molt més les característiques de l'art islàmic, degudes no només als operaris locals, sinó a arquitectes àrabs i egipcis convocats. La influència romana d'Orient va romandre en la utilització de la planta centralitzada de creu grega les cúpules i els mosaics. Palerm, que comptava amb el favor dels reis normands, va ser la capital del Regne de Sicília, i s'hi van edificar importants obres, com la Chiesa della Martorana, al Palau de Zisa i Palazzo dei Normanni ("Palau dels normands"), a l'interior es troba la Capella palatina. A més de la de Palerm, també destaquen les catedrals de Cefalù i Monreale.(UNESCO/BPI)                     | » |

### Llista indicativa
La llista indicativa és un inventari d'aquells béns o propietats en la qual cada estat pretén considerar per a nominació a ser Patrimoni de la Humanitat els anys següents.
Els països són els encarregats d'enviar aquesta llista indicativa al Comitè del patrimoni Mundial de la Humanitat de la UNESCO, les propietats incloses seran considerades com un bé excepcional ja sigui per criteris naturals o culturals a causa del seu valor universal i, per tant, candidat a ser inscrit en la llista de Patrimoni Mundial. La llista indicativa d'Itàlia va ser revisada per última vegada l'1 de juliol de 2014, i ha presentat els següents llocs:
|  | Arxipèlag de la Maddalena i illes de l'estret de Bonifacio Bé natural Proposat el 2006                                                                                |
|  | Paisatge vulcànic dels Camps Flegreus Bé natural Proposat el 2006 |
|  | La cascada de Marmore i Valnerina: Llocs monàstics i antics treballs hidrològics Bé cultural Proposat en 2006                                                         |
|  | Monestir Cattolica de Stilo i complexos basiliano-bizantins Bé cultural Proposat el 2006                                                                              |
|  | Ciutadella d'Alessandria Bé cultural Proposat el 2006 |
|  | Ciutat fortalesa de Palmanova Bé cultural Proposat el 2006 |
|  | Jardí Botànic Hanbury Bé cultural Proposat el 2006 |
|  | Centre històric de Lucca Bé cultural Proposat el 2006 |
|  | Centre històric de Parma Bé cultural Proposat el 2006 |
|  | Centre històric de Pavia i Certosa Bé cultural Proposat el 2006 |
|  | Illa d'Asinara Bé natural Proposat en 2006 |
|  | Coves prehistòriques de la Pulla Bé cultural Proposat en 2006 |
|  | Paisatges lacustres del llac Maggiore i el d'Orta Bé cultural Proposat en 2006                                                                                        |
|  | La civilització fenici-púnica a Itàlia: illes de Mozia i Lilibèon Bé cultural Proposat en 2006                                                                        |
|  | Orvieto Bé cultural Proposat en 2006 |
|  | Pelagos: el santuari de cetacis Bé natural Proposat en 2006 |
|  | Estanys del golf d'Oristano i la península de Sinis Bé natural Proposat en 2006                                                                                       |
|  | Catedrals romàniques d'Apúlia Bé cultural Proposat en 2006 |
|  | Salento i el centre del barroc Lecce Bé cultural Proposat en 2006 |
|  | Capella dels Scrovegni, a Pàdua Bé cultural Proposat en 2006 |
|  | Sulcis-Iglesiente Bé cultural Proposat en 2006 |
|  | Taormina i Illa Bella Bé cultural Proposat en 2006 |
|  | Vall de l'Aniene i la Vila Gregoriana de Tívoli Bé cultural Proposat en 2006                                                                                          |
|  | Ciutat de Bèrgam Bé cultural Proposat en 2006 |
|  | La paleosuperfície del Paleolític Inferior d'Isernia La Pineta i Notarchirico Bé cultural Proposat en 2006                                                            |
|  | Jaciments marmorífers de Carrara Bé cultural Proposat en 2006 |
|  | La Murgia d'Altamura Bé cultural Proposat en 2006 |
|  | Els pòrtics de Bolonya Bé cultural Proposat en 2006 |
|  | La transhumància: els camins rals dels pastors Bé mixt Proposat en 2006                                                                                               |
|  | La Via Àpia Regina Viarum" Bé cultural Proposat en 2006 |
|  | Viles de la noblesa italiana en el Laci Bé cultural Proposat en 2006                                                                                                  |
|  | Volterra: ciutat històrica i paisatge cultural Bé cultural Proposat en 2006                                                                                           |
|  | Massís del Mont Blanc Bé natural Proposat en 2008, compartit amb França, Itàlia i Suïssa                                                                              |
|  | El pujol del Prosecco: Conegliano i Valdobbiadene Bé cultural Proposat en 2010                                                                                        |
|  | Lloc perifluvial protohistòric de Longola en les comunes de Poggiomarino i Striano Bé cultural Proposat en 2010                                                       |
|  | Ivrea, ciutat industrial del segle xx Bé cultural Proposat en 2012 |
|  | Parc Nacional de la Sila – Sila, gran bosc d'Itàlia Bé natural Proposat en 2012                                                                                       |
|  | Espai transfronterer Marittime-Mercantour Bé natural Proposat en 2013                                                                                                 |
|  | Patrimoni venecià de defensa entre els segles XV i XVII Bé cultural Proposat en 2013                                                                                  |
|  | Grans spas d'Europa (Montecatini) Bé cultural, proposat per Alemanya i compartit amb Àustria, Bèlgica, França, Itàlia, Regne Unit i República Txeca. Proposat en 2014 |

## Patrimoni cultural immaterial
Itàlia té set elements inscrits en la lista del Patrimoni Cultural Immaterial:
| | El teatre de titelles sicilià Opera dei Pupi |   |
| Bé immaterial inscrit el 2008 (originalment proclamat el 2001). | |   |
| Localització: Sicília | |   |
| \| « \| L'Opera dei Pupi, teatre de titelles, va aparèixer a Sicília a principis del segle xix i va tenir un gran èxit entre les classes populars. Els titellaires contaven les històries basant-se, en la majoria dels casos, en la literatura cavalleresca medieval, en la poesia italiana del Renaixement, en la vida dels sants o en la dels bandits més famosos. Els mateixos titellaires improvisaven en gran part els diàlegs de les seves representacions. Les dues escoles de titelles més importants de Sicília, Palerm i Catània, es distingeixen per la mida i la forma dels seus titelles, però també per les tècniques de manipulació i per la varietat dels colors del teló de fons. Aquests teatres eren sovint negocis familiars. Les titelles, famoses per l'expressivitat dels rostres, eren tallades i pintades per titellaires segons mètodes tradicionals. Aquests, que intentaven superar-se en cada espectacle, exercien una veritable influència sobre el públic. Antany, aquestes representacions es distribuïen al llarg de diverses vetllades i brindaven a les classes populars l'oportunitat de reunir-se. Les mutacions econòmiques i socials fruit de l'extraordinari creixement econòmic dels anys 1950 van alterar considerablement aquest art, amenaçant-en les seves pròpies bases. Altres formes semblants de teatre van desaparèixer a Itàlia en la mateixa època, per a ressorgir uns vint anys més tard. L'Opera dei Pupi constitueix doncs l'únic exemple de tradició ininterrompuda d'aquesta forma de teatre. Actualment, les dificultats econòmiques ja no permeten als titellaires viure del seu art, de manera que s'orienten cap a professions més lucratives. A més, el turisme ha contribuït a disminuir la qualitat dels espectacles que normalment es destinaven a un públic local. (UNESCO/BPI)[55] \| » \| | |   |
| « | L'Opera dei Pupi, teatre de titelles, va aparèixer a Sicília a principis del segle xix i va tenir un gran èxit entre les classes populars. Els titellaires contaven les històries basant-se, en la majoria dels casos, en la literatura cavalleresca medieval, en la poesia italiana del Renaixement, en la vida dels sants o en la dels bandits més famosos. Els mateixos titellaires improvisaven en gran part els diàlegs de les seves representacions. Les dues escoles de titelles més importants de Sicília, Palerm i Catània, es distingeixen per la mida i la forma dels seus titelles, però també per les tècniques de manipulació i per la varietat dels colors del teló de fons. Aquests teatres eren sovint negocis familiars. Les titelles, famoses per l'expressivitat dels rostres, eren tallades i pintades per titellaires segons mètodes tradicionals. Aquests, que intentaven superar-se en cada espectacle, exercien una veritable influència sobre el públic. Antany, aquestes representacions es distribuïen al llarg de diverses vetllades i brindaven a les classes populars l'oportunitat de reunir-se. Les mutacions econòmiques i socials fruit de l'extraordinari creixement econòmic dels anys 1950 van alterar considerablement aquest art, amenaçant-en les seves pròpies bases. Altres formes semblants de teatre van desaparèixer a Itàlia en la mateixa època, per a ressorgir uns vint anys més tard. L'Opera dei Pupi constitueix doncs l'únic exemple de tradició ininterrompuda d'aquesta forma de teatre. Actualment, les dificultats econòmiques ja no permeten als titellaires viure del seu art, de manera que s'orienten cap a professions més lucratives. A més, el turisme ha contribuït a disminuir la qualitat dels espectacles que normalment es destinaven a un públic local. (UNESCO/BPI) | » |

| | El cantu a tenore, un cant pastoral sard |   |
| Bé immaterial inscrit en 2008 (originalment proclamat en 2005). | |   |
| Localització: Sardenya | |   |
| \| « \| El Cant a tenore s'ha desenvolupat dins de la cultura pastoral de Sardenya. Representa una forma de cant polifònic masculí a quatre veus – Bassu, contra, boche i Mesu boche – interpretat per quatre homes. Una de les seves característiques és el timbre profund i gutural de les veus Bassu i contra. Els cantants formen un cercle i el solista entona la melodia, un text en prosa o un poema, mentre que les altres veus formen un cor d'acompanyament. Molts d'aquests cantants viuen a la regió de Barbagia i altres parts del centre de Sardenya. Aquest art vocal forma part de la vida quotidiana de les comunitats locals. Sovint, s'interpreta espontàniament en bars locals anomenats seva zilleri, però també en ocasions més formals, com els casaments, la tosa dels xais, les festivitats religioses o el carnaval de Barbaricino. El Cant a tenore abasta un ampli repertori amb variacions dins de Sardenya. Les melodies més comuns són la serenata boche i notte (la veu de la nit) i els cants de ball com ara els mutos, gosos i ballos. Els textos poden ser poemes antics o contemporanis sobre temes actuals, com ara l'emigració, la desocupació i la política. En aquest sentit, aquests cants poden considerar-se com expressions culturals tradicionals i contemporànies. El Cant a tenore és especialment vulnerable als canvis socioeconòmics, com ara la decadència de la cultura pastoral i l'augment del turisme a Sardenya. Les interpretacions en escena per als turistes tendeixen a reduir la diversitat del repertori i a alterar el caràcter íntim d'aquesta música. (UNESCO/BPI)[56] \| » \| | |   |
| « | El Cant a tenore s'ha desenvolupat dins de la cultura pastoral de Sardenya. Representa una forma de cant polifònic masculí a quatre veus – Bassu, contra, boche i Mesu boche – interpretat per quatre homes. Una de les seves característiques és el timbre profund i gutural de les veus Bassu i contra. Els cantants formen un cercle i el solista entona la melodia, un text en prosa o un poema, mentre que les altres veus formen un cor d'acompanyament. Molts d'aquests cantants viuen a la regió de Barbagia i altres parts del centre de Sardenya. Aquest art vocal forma part de la vida quotidiana de les comunitats locals. Sovint, s'interpreta espontàniament en bars locals anomenats seva zilleri, però també en ocasions més formals, com els casaments, la tosa dels xais, les festivitats religioses o el carnaval de Barbaricino. El Cant a tenore abasta un ampli repertori amb variacions dins de Sardenya. Les melodies més comuns són la serenata boche i notte (la veu de la nit) i els cants de ball com ara els mutos, gosos i ballos. Els textos poden ser poemes antics o contemporanis sobre temes actuals, com ara l'emigració, la desocupació i la política. En aquest sentit, aquests cants poden considerar-se com expressions culturals tradicionals i contemporànies. El Cant a tenore és especialment vulnerable als canvis socioeconòmics, com ara la decadència de la cultura pastoral i l'augment del turisme a Sardenya. Les interpretacions en escena per als turistes tendeixen a reduir la diversitat del repertori i a alterar el caràcter íntim d'aquesta música. (UNESCO/BPI) | » |

| | Fabricació artesanal de violins a Cremona |   |
| Bé immaterial inscrit en 2012. | |   |
| Localització: Llombardia | |   |
| \| « \| Els lutiers de Cremona gaudeixen d'una gran fama pels mètodes artesanals que utilitzen per a la fabricació de violins, violes, violoncels i contrabaixos. Els aprenents de l'ofici de luthier van a una escola especialitzada on reben un ensenyament basat en una estreta relació mestre-alumne, i després prossegueixen el seu aprenentatge en un taller local per dominar les tècniques de l'ofici i perfeccionar-se, tasca aquesta que dura tota la vida. Cada luthier fabrica entre tres i sis instruments per any, confeccionant i acoblant a mà, al voltant d'un motlle, més de 70 peces de fusta, en funció de les respostes acústiques de cadascuna d'elles. Mai dos violins són idèntics. Cada part de l'instrument es fabrica amb una fusta específica, escollida amb cura i envellida naturalment. No s'utilitza cap material industrial ni semindustrial. L'ofici de lutier exigeix posseir un alt nivell de creativitat per saber adaptar a cada instrument les normes generals de fabricació i els propis coneixements personals. Els lutiers de Cremona tenen la profunda convicció que és essencial compartir els seus coneixements per augmentar les seves competències tècniques, i també estimen imprescindible mantenir un diàleg amb els músics per comprendre millor les seves necessitats. Dues associacions, el "Consorzio Liutai Antonio Stradivari" i la "Associazione Liutaria Italiana", es dediquen a promoure la fabricació artesanal de violins, que es considera un element fonamental de la identitat de la ciutat Cremona i dels seus habitants, i que té un paper essencial en les seves pràctiques socials i culturals, rituals i esdeveniments. (UNESCO/BPI)[57] \| » \| | |   |
| « | Els lutiers de Cremona gaudeixen d'una gran fama pels mètodes artesanals que utilitzen per a la fabricació de violins, violes, violoncels i contrabaixos. Els aprenents de l'ofici de luthier van a una escola especialitzada on reben un ensenyament basat en una estreta relació mestre-alumne, i després prossegueixen el seu aprenentatge en un taller local per dominar les tècniques de l'ofici i perfeccionar-se, tasca aquesta que dura tota la vida. Cada luthier fabrica entre tres i sis instruments per any, confeccionant i acoblant a mà, al voltant d'un motlle, més de 70 peces de fusta, en funció de les respostes acústiques de cadascuna d'elles. Mai dos violins són idèntics. Cada part de l'instrument es fabrica amb una fusta específica, escollida amb cura i envellida naturalment. No s'utilitza cap material industrial ni semindustrial. L'ofici de lutier exigeix posseir un alt nivell de creativitat per saber adaptar a cada instrument les normes generals de fabricació i els propis coneixements personals. Els lutiers de Cremona tenen la profunda convicció que és essencial compartir els seus coneixements per augmentar les seves competències tècniques, i també estimen imprescindible mantenir un diàleg amb els músics per comprendre millor les seves necessitats. Dues associacions, el "Consorzio Liutai Antonio Stradivari" i la "Associazione Liutaria Italiana", es dediquen a promoure la fabricació artesanal de violins, que es considera un element fonamental de la identitat de la ciutat Cremona i dels seus habitants, i que té un paper essencial en les seves pràctiques socials i culturals, rituals i esdeveniments. (UNESCO/BPI) | » |

| | Varia de Palmi |   |
| Bé immaterial inscrit en 2013. | |   |
| \| « \| A tot Itàlia, i més especialment en els centres històrics de les ciutats de Nola, Palmi, Sàsser i Viterbo, es fan processons catòliques en què es duen a coll estructures simbòliques de grans dimensions. En Nola, es treuen en processó 8 obeliscs fabricats amb fusta i cartró pedra per commemorar l'històric retorn de Sant Paulí a la ciutat. En Palmi, els portadors o portants transporten una estructura processional complexa en honor de la Mare de Déu de la Sagrada Carta. En Sàsser, té lloc l'anomenat Descens dels Canelobres ("Discesa dei candelieri"), una processó votiva en què es transporten pesats obeliscs de fusta. En Viterbo, es treu en processó la Torre de Santa Rosa ("macchina di Santa Rosa") en honor de la benaventurada patrona de la ciutat. Un component fonamental de l'organització en comú de les processons és el repartiment coordinat i equitatiu de les tasques, que estreny els llaços entre els membres de les comunitats mitjançant el reforçament del respecte mutu, la cooperació i el treball realitzat conjuntament. El diàleg establert entre els dipositaris d'aquest patrimoni cultural comú ha desembocat en la creació d'una xarxa d'intercanvis. Aquestes celebracions exigeixen la participació no només de cantaires i músics, sinó també d'artesans qualificats que fabriquen les estructures passejades en les processons i els vestits i objectes utilitzats en aquestes. Les comunitats celebrants recorren a la transmissió informal dels coneixements i tècniques pertinents per recrear cada any les estructures processionals, la qual cosa coadjuva a que perduri la continuïtat cultural i al fet que es reforci el sòlid sentiment d'identitat ja existent. (UNESCO/BPI)[58] \| » \| | |   |
| « | A tot Itàlia, i més especialment en els centres històrics de les ciutats de Nola, Palmi, Sàsser i Viterbo, es fan processons catòliques en què es duen a coll estructures simbòliques de grans dimensions. En Nola, es treuen en processó 8 obeliscs fabricats amb fusta i cartró pedra per commemorar l'històric retorn de Sant Paulí a la ciutat. En Palmi, els portadors o portants transporten una estructura processional complexa en honor de la Mare de Déu de la Sagrada Carta. En Sàsser, té lloc l'anomenat Descens dels Canelobres ("Discesa dei candelieri"), una processó votiva en què es transporten pesats obeliscs de fusta. En Viterbo, es treu en processó la Torre de Santa Rosa ("macchina di Santa Rosa") en honor de la benaventurada patrona de la ciutat. Un component fonamental de l'organització en comú de les processons és el repartiment coordinat i equitatiu de les tasques, que estreny els llaços entre els membres de les comunitats mitjançant el reforçament del respecte mutu, la cooperació i el treball realitzat conjuntament. El diàleg establert entre els dipositaris d'aquest patrimoni cultural comú ha desembocat en la creació d'una xarxa d'intercanvis. Aquestes celebracions exigeixen la participació no només de cantaires i músics, sinó també d'artesans qualificats que fabriquen les estructures passejades en les processons i els vestits i objectes utilitzats en aquestes. Les comunitats celebrants recorren a la transmissió informal dels coneixements i tècniques pertinents per recrear cada any les estructures processionals, la qual cosa coadjuva a que perduri la continuïtat cultural i al fet que es reforci el sòlid sentiment d'identitat ja existent. (UNESCO/BPI) | » |

| | La dieta mediterrània |   |
| Bé immaterial inscrit en 2010, ampliat en 2013. | |   |
| Aquest element és compartit amb Xipre, Croàcia, Espanya, Grècia, Marroc i Portugal | |   |
| \| « \| La dieta mediterrània comprèn un conjunt de coneixements, competències pràctiques, rituals, tradicions i símbols relacionats amb els cultius i collites agrícoles, la pesca i la cria d'animals, i també amb la forma de conservar, transformar, cuinar, compartir i consumir els aliments. L'acte de menjar junts és un dels fonaments de la identitat i continuïtat culturals de les comunitats de la conca de la Mediterrània. És un moment d'intercanvi social i comunicació, i també d'afirmació i renovació dels llaços que configuren la identitat de la família, el grup o la comunitat. Aquest element del patrimoni cultural immaterial posa en relleu els valors d'hospitalitat, bon veïnatge, diàleg intercultural i creativitat, així com una manera de vida que es guia pel respecte de la diversitat. A més, té un paper essencial de factor de cohesió social en els espais culturals, festes i celebracions, en agrupar a gent de totes les edats, condicions i classes socials. També abasta àmbits com l'artesania i la fabricació de recipients per al transport, conservació i consum d'aliments, com plats de ceràmica i gots. Les dones tenen un paper fonamental en la transmissió de les competències i coneixements relacionats amb la dieta mediterrània, salvaguardant les tècniques culinàries, respectant els ritmes estacionals, observant les festes del calendari i transmetent els valors d'aquest element del patrimoni cultural a les noves generacions. Per la seva banda, els mercats locals d'aliments també tenen un paper fonamental com a espais culturals i llocs de transmissió de la dieta mediterrània en què la pràctica quotidiana d'intercanvis fomenta la concòrdia i el respecte mutu. (UNESCO/BPI) \| » \| | |   |
| « | La dieta mediterrània comprèn un conjunt de coneixements, competències pràctiques, rituals, tradicions i símbols relacionats amb els cultius i collites agrícoles, la pesca i la cria d'animals, i també amb la forma de conservar, transformar, cuinar, compartir i consumir els aliments. L'acte de menjar junts és un dels fonaments de la identitat i continuïtat culturals de les comunitats de la conca de la Mediterrània. És un moment d'intercanvi social i comunicació, i també d'afirmació i renovació dels llaços que configuren la identitat de la família, el grup o la comunitat. Aquest element del patrimoni cultural immaterial posa en relleu els valors d'hospitalitat, bon veïnatge, diàleg intercultural i creativitat, així com una manera de vida que es guia pel respecte de la diversitat. A més, té un paper essencial de factor de cohesió social en els espais culturals, festes i celebracions, en agrupar a gent de totes les edats, condicions i classes socials. També abasta àmbits com l'artesania i la fabricació de recipients per al transport, conservació i consum d'aliments, com plats de ceràmica i gots. Les dones tenen un paper fonamental en la transmissió de les competències i coneixements relacionats amb la dieta mediterrània, salvaguardant les tècniques culinàries, respectant els ritmes estacionals, observant les festes del calendari i transmetent els valors d'aquest element del patrimoni cultural a les noves generacions. Per la seva banda, els mercats locals d'aliments també tenen un paper fonamental com a espais culturals i llocs de transmissió de la dieta mediterrània en què la pràctica quotidiana d'intercanvis fomenta la concòrdia i el respecte mutu. (UNESCO/BPI) | » |

| | Pràctica tradicional del conreu de la vinya en vas ("vite ad Alberello") de la comunitat de Pantel·leria |   |
| Bé immaterial inscrit en 2014. | |   |
| Localització: Sicília | |   |
| \| « \| La pràctica tradicional del cultiu de la vinya en vas es transmet de generació i generació en les famílies de viticultors i pagesos de l'illa mediterrània de Pantel·leria. Uns 5.000 illencs posseeixen parcel·les de terra que cultiven amb mètodes sostenibles. El cultiu de la vinya comprèn diverses fases. En primer lloc, es prepara la terra anivellant el sòl i cavant un forat en el qual es plantarà la vinya. Després es poda acuradament la soca mare per obtenir 6 sarments i disposar-los de forma radial perquè formin un arbust. El forat es remou constantment per assegurar-se que la vinya creix en el microclima adequat. Finalment, es verema el raïm Pantel·leria durant una sèrie de celebracions tradicionals que comencen a finals del mes de juliol. Els homes i dones de famílies viticultores i camperoles de Pantelleria es dediquen al cultiu tradicional de la vinya en vas ("vite ad Alberello") en condicions climàtiques difícils. Els coneixements i competències dels dipositaris i practicants d'aquesta tècnica de cultiu es transmeten en el si d'aquestes famílies mitjançant instrucció oral i pràctica impartida en el dialecte local. Els rituals i festes organitzats entre els mesos de juliol i setembre permeten a la comunitat local compartir aquesta pràctica social. Els habitants de Pantel·leria se segueixen identificant amb la pràctica tradicional de la viticultura i s'esforcen per preservar-la. (UNESCO/BPI)[60] \| » \| | |   |
| « | La pràctica tradicional del cultiu de la vinya en vas es transmet de generació i generació en les famílies de viticultors i pagesos de l'illa mediterrània de Pantel·leria. Uns 5.000 illencs posseeixen parcel·les de terra que cultiven amb mètodes sostenibles. El cultiu de la vinya comprèn diverses fases. En primer lloc, es prepara la terra anivellant el sòl i cavant un forat en el qual es plantarà la vinya. Després es poda acuradament la soca mare per obtenir 6 sarments i disposar-los de forma radial perquè formin un arbust. El forat es remou constantment per assegurar-se que la vinya creix en el microclima adequat. Finalment, es verema el raïm Pantel·leria durant una sèrie de celebracions tradicionals que comencen a finals del mes de juliol. Els homes i dones de famílies viticultores i camperoles de Pantelleria es dediquen al cultiu tradicional de la vinya en vas ("vite ad Alberello") en condicions climàtiques difícils. Els coneixements i competències dels dipositaris i practicants d'aquesta tècnica de cultiu es transmeten en el si d'aquestes famílies mitjançant instrucció oral i pràctica impartida en el dialecte local. Els rituals i festes organitzats entre els mesos de juliol i setembre permeten a la comunitat local compartir aquesta pràctica social. Els habitants de Pantel·leria se segueixen identificant amb la pràctica tradicional de la viticultura i s'esforcen per preservar-la. (UNESCO/BPI) | » |

| | Falconeria, un patrimoni humà viu |   |
| Bé immaterial inscrit en 2011 (ampliat en 2012 i 2016). | |   |
| Element compartit amb Alemanya, Aràbia Saudita, Àustria, Bèlgica, Qatar, Corea del Sud, Emirats Àrabs Units, Espanya, França, Hongria, Kazakhstan, Marroc, Mongòlia, Pakistan, Portugal, Txèquia i Síria | |   |
| \| « \| Al principi, l'home va utilitzar l'art de la falconeria per procurar-se aliments, però la seva evolució posterior va fer que avui dia estigui vinculat principalment a la conservació de la naturalesa, al patrimoni cultural i a les activitats socials de les comunitats. De conformitat amb les seves tradicions i principis ètics, els falconers domen, alimenten i ensinistren per al vol aus de presa -alcònids, i també àguiles i accipítrids-, creant un vincle amb elles i convertint-se en els seus principals protectors. Practicat en molts països de tot el món, l'art de la falconeria pot presentar algunes variants pràctiques -per exemple, en els equipaments utilitzats- però els seus mètodes són sempre anàlegs. Els falconers es consideren un grup específic. De vegades viatgen junts durant setmanes, caçant i explicant-després mútuament les vicissituds de cada jornada a les vetllades que organitzen. Consideren que la falconeria els uneix al passat, especialment quan pertanyen a comunitats en què aquest art representa un dels seus últims vincles amb el medi ambient natural i la seva cultura tradicional. Les pràctiques i coneixements relacionats amb aquest element del patrimoni cultural immaterial es transmeten de generació en generació al si de les famílies, així com mitjançant sistemes de tutoria formal i aprenentatge o cursos de formació impartits en clubs i escoles. En alguns països cal aprovar un examen de nivell nacional per ser falconer. La celebració de trobades i festivals permet a les comunitats de falconers intercanviar coneixements, fomentar la diversitat i sensibilitzar més al públic al valor del seu art. (UNESCO/BPI) \| » \| | |   |
| « | Al principi, l'home va utilitzar l'art de la falconeria per procurar-se aliments, però la seva evolució posterior va fer que avui dia estigui vinculat principalment a la conservació de la naturalesa, al patrimoni cultural i a les activitats socials de les comunitats. De conformitat amb les seves tradicions i principis ètics, els falconers domen, alimenten i ensinistren per al vol aus de presa -alcònids, i també àguiles i accipítrids-, creant un vincle amb elles i convertint-se en els seus principals protectors. Practicat en molts països de tot el món, l'art de la falconeria pot presentar algunes variants pràctiques -per exemple, en els equipaments utilitzats- però els seus mètodes són sempre anàlegs. Els falconers es consideren un grup específic. De vegades viatgen junts durant setmanes, caçant i explicant-després mútuament les vicissituds de cada jornada a les vetllades que organitzen. Consideren que la falconeria els uneix al passat, especialment quan pertanyen a comunitats en què aquest art representa un dels seus últims vincles amb el medi ambient natural i la seva cultura tradicional. Les pràctiques i coneixements relacionats amb aquest element del patrimoni cultural immaterial es transmeten de generació en generació al si de les famílies, així com mitjançant sistemes de tutoria formal i aprenentatge o cursos de formació impartits en clubs i escoles. En alguns països cal aprovar un examen de nivell nacional per ser falconer. La celebració de trobades i festivals permet a les comunitats de falconers intercanviar coneixements, fomentar la diversitat i sensibilitzar més al públic al valor del seu art. (UNESCO/BPI) | » |